# Championnat du monde d'échecs
Pour les articles homonymes, voir Championnat du monde d'échecs (homonymie).
Le championnat du monde d’échecs est une épreuve destinée à déterminer le champion du monde pour le jeu d’échecs, il existe depuis 1886. Le champion du monde en titre est Gukesh D depuis 2024.
On trouve déjà trace à la cour d’Hâroun ar-Rachîd à Bagdad au IXe siècle d'un tournoi d'échecs opposant les meilleurs joueurs. Avec le développement du jeu, des matchs sont organisés de façon informelle entre les joueurs les plus renommés. Après sa victoire contre le Polonais Zukertort en 1886, l'Autrichien Steinitz est reconnu comme le premier « champion du monde ». Jusqu'à la Seconde Guerre mondiale, le championnat du monde opposait dans un match le champion du monde en titre et un adversaire choisi librement par lui. À la mort du Russe (naturalisé Français) Alekhine, en 1946, la Fédération internationale des échecs (FIDE) prend en main l’organisation du championnat du monde en désignant les participants au championnat du monde de 1948 qui est remporté par le Soviétique Mikhaïl Botvinnik.
Depuis 1950, à l'exception des championnats organisés par la FIDE de 1999 à 2006 et du championnat « classique » de 2000, les championnats du monde sont précédés d'un tournoi des candidats qui désigne le ou les adversaires qui affronteront le champion du monde en titre. De 1993 à 2005, à la suite de la décision de Kasparov et Short de jouer leur match hors de la FIDE, deux cycles de « championnats du monde » ont été organisés en parallèle par la FIDE et par Kasparov, puis par son successeur, Kramnik, jusqu’en 2005.

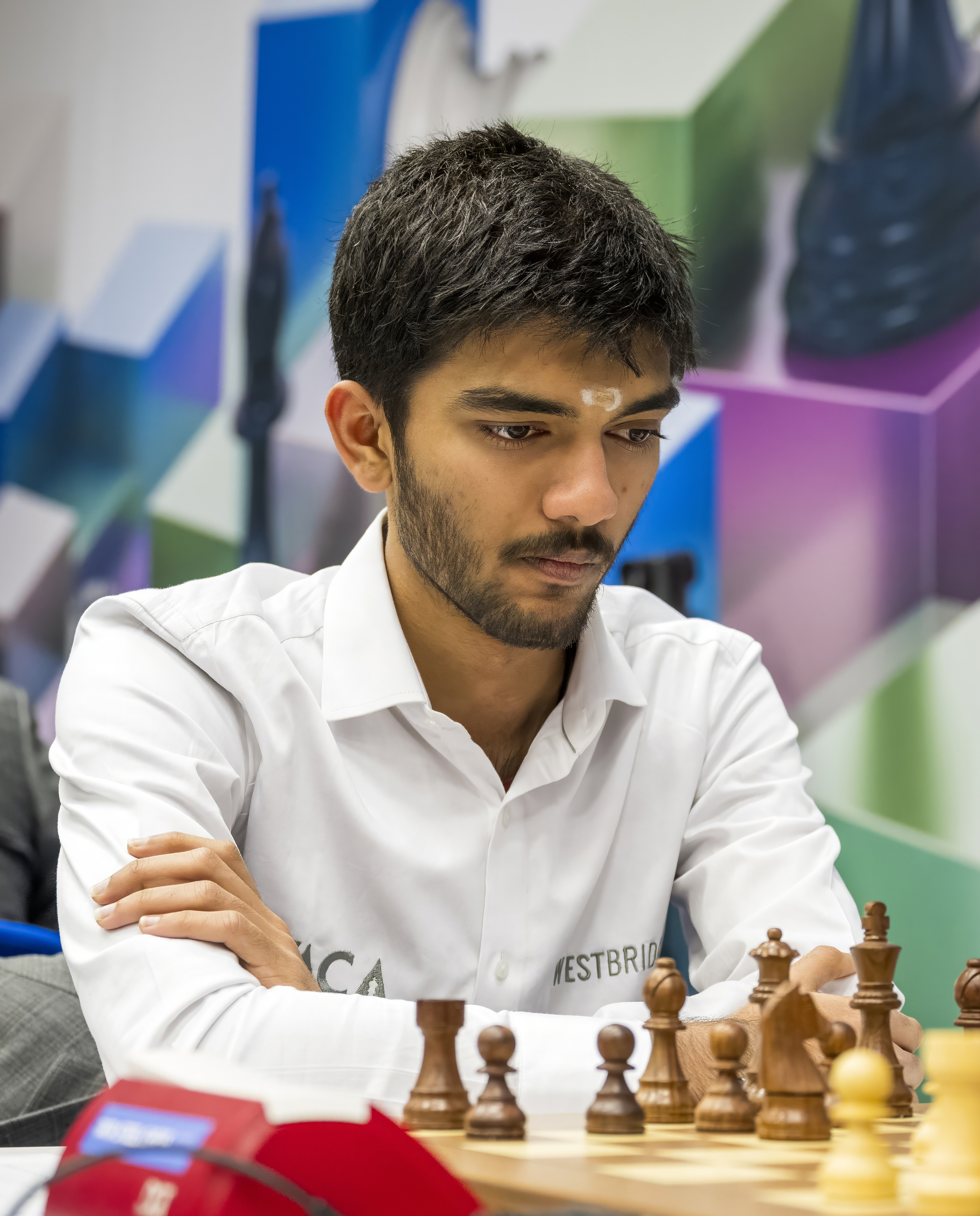
Dommaraju Gukesh, actuel champion du monde

Après la réunification des deux titres qui a lieu en 2006, les championnats du monde sont remportés quatre fois successivement par l'Indien Viswanathan Anand en 2007, 2008, 2010 et 2012. En novembre 2013 à Chennai en Inde, il est battu par le Norvégien Magnus Carlsen qui devient le nouveau champion du monde. Carlsen conserve son titre quatre fois : face à Anand en novembre 2014, puis en 2016 face au Russe Sergueï Kariakine; en novembre 2018 face à l'Italo-Américain Fabiano Caruana et en 2021 face au Russe Ian Nepomniachtchi. 
Magnus Carlsen renonce à défendre son titre lors du championnat du monde d'échecs 2023, et Ding Liren devient champion du monde. Il est lui-même battu en 2024 par l'indien Dommaraju Gukesh, qui est à 18 ans le plus jeune champion de l'Histoire en parties classiques.
Il existe également un championnat du monde d'échecs de parties rapides et un championnat du monde de blitz dont Magnus Carlsen est le champion en titre avec Ian Nepomniachtchi (2024).
Il y a un championnat du monde d'échecs aléatoires Fischer, dont le tenant du titre en 2022 est l'Américain Hikaru Nakamura.

## Liste des champions du monde («classiques» et FIDE) depuis 1886

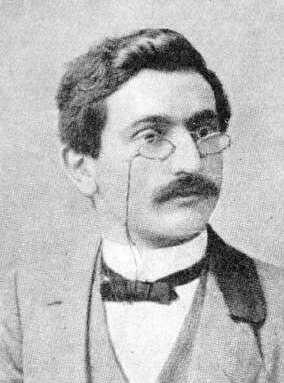
L'Allemand Emanuel Lasker a conservé son titre de champion du monde pendant 27 ans.

### Champions du monde de 1886 à 1946
- Wilhelm Steinitz (Autriche-Hongrie puis États-Unis), vainqueur en 1886, 1889, 1890-1891 et 1892; battu en 1894 et 1896-1897
- Emanuel Lasker (Allemagne), vainqueur en 1894, 1896-1897, 1907, 1908 et deux fois en 1910 (contre Janowski et ex æquo contre Schlechter); battu en 1921
- José Raúl Capablanca (Cuba), vainqueur en 1921; battu en 1927
- Alexandre Alekhine (France), vainqueur en 1927, 1929, 1934; battu en 1935; vainqueur en 1937 (match revanche), mort en 1946
- Max Euwe (Pays-Bas), vainqueur en 1935; battu en 1937 (match revanche) et 1948 (tournoi)

Dans certains matchs, la victoire revenait au premier joueur à remporter six, huit ou dix victoires, les parties nulles ne comptant pas (le score avec les parties nulles est indiqué entre parenthèses). Les autres matchs étaient disputés en dix, vingt ou trente parties, la victoire revenant au premier joueur à marquer plus de la moitié des points. En 1921, Lasker abandonna le match après quatorze parties (le match était en trente parties).
| Année(s)                  | Vainqueur                           | Adversaire                | Marque               |
| ------------------------- | ----------------------------------- | ------------------------- | -------------------- |
| 1886                      | Wilhelm Steinitz                    | Johannes Zukertort        | 10 - 5 (12,5 - 7,5)  |
| 1889                      | Wilhelm Steinitz                    | Mikhaïl Tchigorine        | 10,5 - 6,5           |
| 1890-1891                 | Wilhelm Steinitz                    | Isidor Gunsberg           | 10,5 - 8,5           |
| 1892                      | Wilhelm Steinitz                    | Mikhaïl Tchigorine        | 10 - 8 (12,5 - 10,5) |
| 1894                      | Emanuel Lasker                      | Wilhelm Steinitz          | 10 - 5 (12 - 7)      |
| 1896-1897                 | Emanuel Lasker                      | Wilhelm Steinitz          | 10 - 2 (12,5 - 4,5)  |
| 1907                      | Emanuel Lasker                      | Frank Marshall            | 8 - 0 (11,5 - 3,5)   |
| 1908                      | Emanuel Lasker                      | Siegbert Tarrasch         | 8 - 3 (10,5 - 5,5)   |
| 1910 (janvier-février)    | Emanuel Lasker (conserve son titre) | Carl Schlechter (ex æquo) | 5 - 5                |
| 1910 (novembre -décembre) | Emanuel Lasker                      | David Janowski            | 8 - 0 (9,5 - 1,5)    |
| 1921                      | José Raúl Capablanca                | Emanuel Lasker            | 9 - 5                |
| 1927                      | Alexandre Alekhine                  | José Raúl Capablanca      | 6 - 3 (18,5 - 15,5)  |
| 1929                      | Alexandre Alekhine                  | Efim Bogoljubov           | 15,5 - 9,5           |
| 1934                      | Alexandre Alekhine                  | Efim Bogoljubov           | 15,5 - 10,5          |
| 1935                      | Max Euwe                            | Alexandre Alekhine        | 15,5 - 14,5          |
| 1937                      | Alexandre Alekhine                  | Max Euwe                  | 15,5 - 9,5           |

### Champions du monde FIDE de 1948 à 1990
Après la Seconde Guerre mondiale, de 1948 à 1990, les championnats du monde avaient lieu tous les trois ans. Avant 1963 et après 1977, un match revanche était organisé en cas de défaite du champion en titre. En cas d'égalité après 24 parties, le champion conservait son titre. Botvinnik et Kasparov profitèrent chacun de cette disposition.
- Mikhaïl Botvinnik (URSS), vainqueur en 1948 ; ex æquo en 1951 et 1954 ; battu en 1957 ; vainqueur en 1958 (match revanche) ; battu en 1960 ; vainqueur en 1961 (match revanche) et battu en 1963
- Vassily Smyslov (URSS), vainqueur en 1957 ; battu en 1948 (deuxième), 1954 (ex æquo) et 1958 (match revanche)
- Mikhaïl Tal (URSS), vainqueur en 1960 (à 23 ans) ; battu en 1961 (match revanche)
- Tigran Petrossian (URSS), vainqueur en 1963 et 1966 ; battu en 1969
- Boris Spassky (URSS), vainqueur en 1969 ; battu en 1966 et 1972
- Bobby Fischer (États-Unis), vainqueur en 1972 ; forfait en 1975
- Anatoli Karpov (URSS), vainqueur en 1975 (par forfait), 1978 et 1981 ; battu en 1985, 1986, 1987 (ex æquo) et 1990
- Garry Kasparov (URSS, puis Russie), vainqueur en 1985 (à 22 ans), en 1986, ex æquo en 1987 et vainqueur en 1990.

Dans certains matchs, la victoire revenait au premier joueur à remporter six victoires, les parties nulles ne comptant pas (le score avec les parties nulles est indiqué entre parenthèses). Les autres matchs étaient disputés en vingt-quatre parties, la victoire revenant au premier joueur à marquer plus de la moitié des points. En cas d'égalité (12 - 12), le champion conservait son titre. En 1975, Bobby Fischer abandonna son titre sans disputer le match contre Anatoli Karpov.

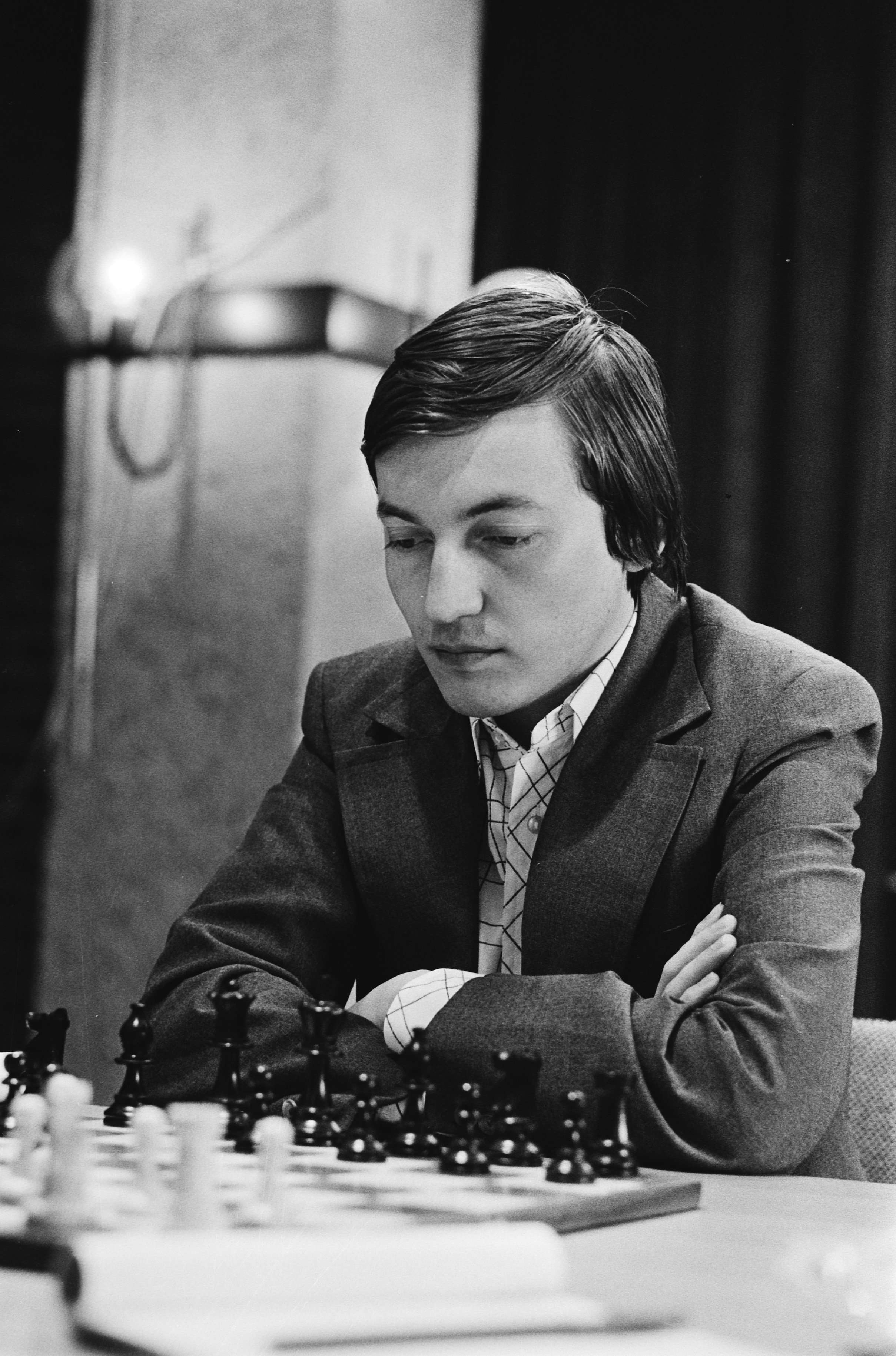
Anatoli Karpov, champion du monde de 1975 à 1985 et de 1993 à 1999 (FIDE).

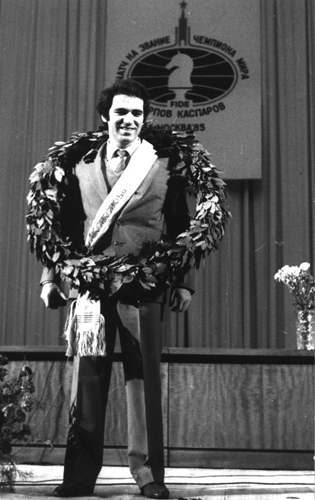
Garry Kasparov, champion du monde de 1985 à 1993 (FIDE) et de 1993 à 2000 (« classique »).

| Année     | Vainqueur                              | Adversaire(s)                                                   | Marque              |
| --------- | -------------------------------------- | --------------------------------------------------------------- | ------------------- |
| 1948      | Mikhaïl Botvinnik                      | Quatre adversaires (tournoi à cinq tours) (2e: Vassily Smyslov) | 14 / 20 (14 - 6)    |
| 1951      | Mikhaïl Botvinnik (conserve son titre) | David Bronstein (ex æquo)                                       | 12 - 12             |
| 1954      | Mikhaïl Botvinnik (conserve son titre) | Vassily Smyslov (ex æquo)                                       | 12 - 12             |
| 1957      | Vassily Smyslov                        | Mikhaïl Botvinnik                                               | 12,5 - 9,5          |
| 1958      | Mikhaïl Botvinnik                      | Vassily Smyslov                                                 | 12,5 - 10,5         |
| 1960      | Mikhaïl Tal                            | Mikhaïl Botvinnik                                               | 12,5 - 8,5          |
| 1961      | Mikhaïl Botvinnik                      | Mikhaïl Tal                                                     | 13 - 8              |
| 1963      | Tigran Petrossian                      | Mikhaïl Botvinnik                                               | 12,5 - 9,5          |
| 1966      | Tigran Petrossian                      | Boris Spassky                                                   | 12,5 - 11,5         |
| 1969      | Boris Spassky                          | Tigran Petrossian                                               | 12,5 - 10,5         |
| 1972      | Bobby Fischer                          | Boris Spassky                                                   | 12,5 - 8,5          |
| 1975      | Anatoli Karpov (par forfait)           | Bobby Fischer (abandonne son titre)                             |                     |
| 1978      | Anatoli Karpov                         | Viktor Kortchnoï                                                | 6 - 5 (16,5 - 15,5) |
| 1981      | Anatoli Karpov                         | Viktor Kortchnoï                                                | 6 - 2 (11 - 7)      |
| 1984-1985 | Anatoli Karpov (match interrompu)      | Garry Kasparov                                                  | 5 - 3 (25 - 23)     |
| 1985      | Garry Kasparov                         | Anatoli Karpov                                                  | 13 - 11             |
| 1986      | Garry Kasparov                         | Anatoli Karpov                                                  | 12,5 - 11,5         |
| 1987      | Garry Kasparov (conserve son titre)    | Anatoli Karpov (ex æquo)                                        | 12 - 12             |
| 1990      | Garry Kasparov                         | Anatoli Karpov                                                  | 12,5 - 11,5         |

### Champions du monde de 1993 à 2005
La finale des championnats du monde FIDE de 1998 à 2000 était jouée au meilleur des six parties classiques (avec un départage de deux parties en 1998). La finale des championnats du monde FIDE de 2001-2002 et 2004 fut jouée au meilleur des huit parties.
| Année               | Vainqueur                             | Championnat                          | Adversaire(s) (en finale)                  | Marque                |
| ------------------- | ------------------------------------- | ------------------------------------ | ------------------------------------------ | --------------------- |
| 1993 (sept.-oct.)   | Garry Kasparov                        | « classique »                        | Nigel Short                                | 12,5 - 7,5            |
| 1993 (sept.-nov.)   | Anatoli Karpov                        | FIDE                                 | Jan Timman                                 | 12,5 - 8,5            |
| 1995                | Garry Kasparov                        | « classique »                        | Viswanathan Anand                          | 10,5 - 7,5            |
| 1996                | Anatoli Karpov                        | FIDE                                 | Gata Kamsky (finaliste)                    | 10,5 - 7,5            |
| 1997-1998           | Anatoli Karpov (après départage)      | FIDE                                 | Viswanathan Anand                          | 3 - 3 (5 - 3)         |
| 1999                | Aleksandr Khalifman                   | FIDE (tournoi à élimination directe) | Vladimir Akopian (finaliste)               | 3,5 - 2,5 (en finale) |
| 2000 (sept.-oct.)   | Vladimir Kramnik                      | « classique »                        | Garry Kasparov                             | 8,5 - 6,5             |
| 2000 (nov.-déc.)    | Viswanathan Anand                     | FIDE (tournoi à élimination directe) | Alexeï Chirov (finaliste)                  | 3,5 - 0,5 (en finale) |
| 2001-2002           | Ruslan Ponomariov                     | FIDE (tournoi à élimination directe) | Vassili Ivantchouk (finaliste)             | 4,5 - 2,5 (en finale) |
| 2004 (juin-juillet) | Rustam Qosimjonov                     | FIDE (tournoi à élimination directe) | Michael Adams (finaliste)                  | 4,5 - 3,5 (en finale) |
| 2004 (sept.-oct.)   | Vladimir Kramnik (conserve son titre) | « classique »                        | Péter Lékó (ex æquo)                       | 7 - 7                 |
| 2005                | Veselin Topalov                       | FIDE (tournoi à deux tours)          | Sept adversaires (2e-3e: Svidler et Anand) | 10 / 14 (+6, =8)      |

#### Champions du monde «classiques» de 1993 à 2004
- Garry Kasparov (Russie), vainqueur en 1993 et 1995; battu en 2000
- Vladimir Kramnik (Russie), vainqueur en 2000 et 2004 (ex æquo).

#### Champions du monde FIDE de 1993 à 2005

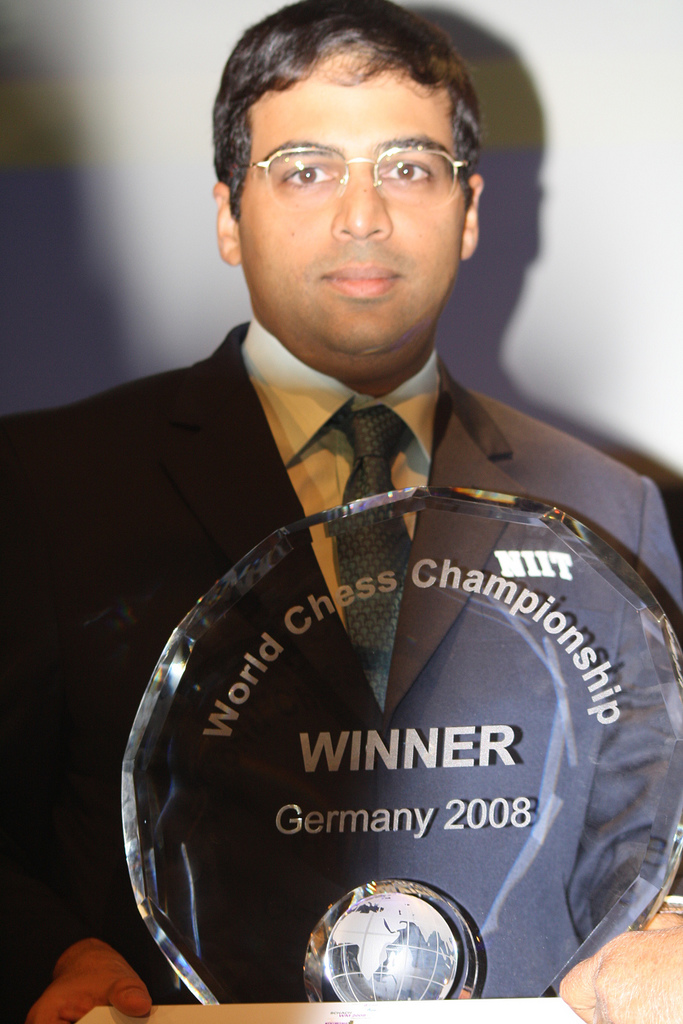
Viswanathan Anand, champion du monde en 2000 (FIDE) et de 2007 à 2012, a remporté le championnat du monde dans tous les formats: tournoi à élimination directe (en 2000), tournoi fermé (en 2007) et trois fois en match (2008, 2010 et 2012).

- Anatoli Karpov (Russie), vainqueur en 1993, 1996 et 1998 (après départage) ; forfait en 1999 et 2000
- Aleksandr Khalifman (Russie), vainqueur en 1999 ; battu en 2000
- Viswanathan Anand (Inde), vainqueur en 2000 ; battu en 1998 (après départage), battu en 2001 et deuxième en 2005
- Ruslan Ponomariov (Ukraine), vainqueur en 2001-2002 (à 18 ans), forfait en 2004
- Rustam Qosimjonov (Ouzbékistan), vainqueur en 2004 et sixième en 2005
- Veselin Topalov (Bulgarie), vainqueur en 2005 ; battu en 2006 (après départage) et 2010

### Champions du monde depuis la réunification de 2006

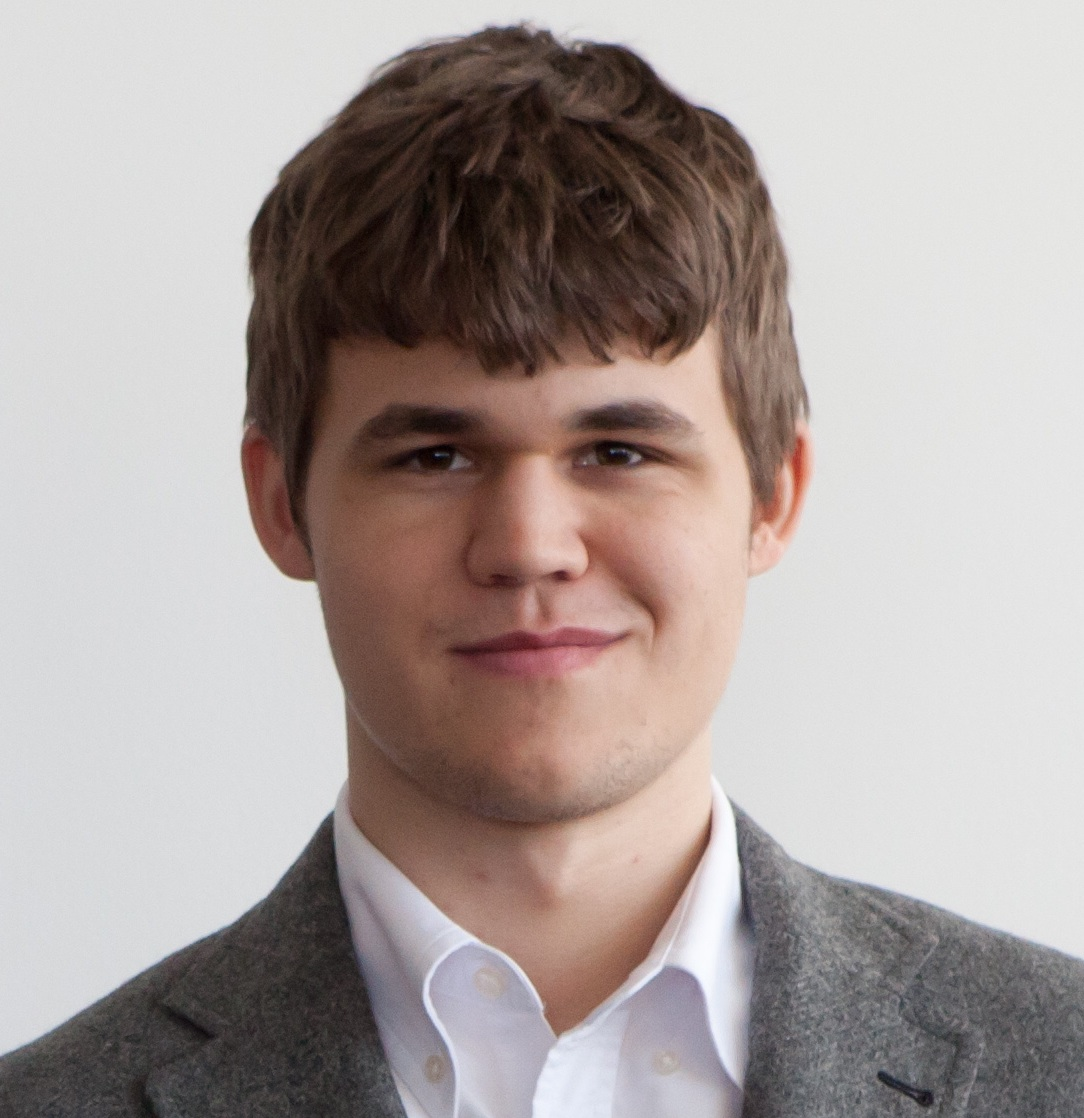
Magnus Carlsen, champion du monde de 2013 à 2023.

- Vladimir Kramnik (Russie), vainqueur en 2006 (après départage); battu en 2007 et 2008
- Viswanathan Anand (Inde), vainqueur en 2007, 2008, 2010 et 2012 (au départage); battu en 2013 et 2014
- Magnus Carlsen (Norvège), vainqueur en 2013 (à 22 ans et 11 mois), 2014, 2016 (au départage), 2018 (également au départage) et 2021
- Ding Liren (Chine), vainqueur en 2023 (au départage) ; battu en 2024
- Dommaraju Gukesh (Inde), vainqueur en 2024.

De 2006 à 2018, les matchs sont disputés en douze parties, passés à quatorze depuis 2021. La victoire revient au premier joueur à marquer plus de six points, sept en 2021. En cas d'égalité (6 - 6, 7 - 7 en 2021) après les parties classiques, les adversaires disputent un mini-match de départage en parties rapides.
Le score indiqué entre parenthèses est le score après les parties de départages.
| Année | Vainqueur                           | Adversaire(s)                                                        | Marque            |
| ----- | ----------------------------------- | -------------------------------------------------------------------- | ----------------- |
| 2006  | Vladimir Kramnik (après départage)  | Veselin Topalov                                                      | 6 - 6 (8,5 - 7,5) |
| 2007  | Viswanathan Anand                   | Sept adversaires (tournoi à deux tours) (2e-3e: Kramnik et Guelfand) | 9 / 14 (+4, =10)  |
| 2008  | Viswanathan Anand                   | Vladimir Kramnik                                                     | 6,5 - 4,5         |
| 2010  | Viswanathan Anand                   | Veselin Topalov                                                      | 6,5 - 5,5         |
| 2012  | Viswanathan Anand (après départage) | Boris Guelfand                                                       | 6 - 6 (8,5 - 7,5) |
| 2013  | Magnus Carlsen                      | Viswanathan Anand                                                    | 6,5 - 3,5         |
| 2014  | Magnus Carlsen                      | Viswanathan Anand                                                    | 6,5 - 4,5         |
| 2016  | Magnus Carlsen (après départage)    | Sergueï Kariakine                                                    | 6 - 6 (9 - 7)     |
| 2018  | Magnus Carlsen (après départage)    | Fabiano Caruana                                                      | 6 - 6 (9 - 6)     |
| 2021  | Magnus Carlsen                      | Ian Nepomniachtchi                                                   | 7,5 - 3,5         |
| 2023  | Ding Liren (après départage)        | Ian Nepomniachtchi                                                   | 7 - 7 (9,5 - 8,5) |
| 2024  | Dommaraju Gukesh                    | Ding Liren                                                           | 7,5 - 6,5         |

## De la Renaissance au Siècle des Lumières

### Principaux maîtres de la Renaissance

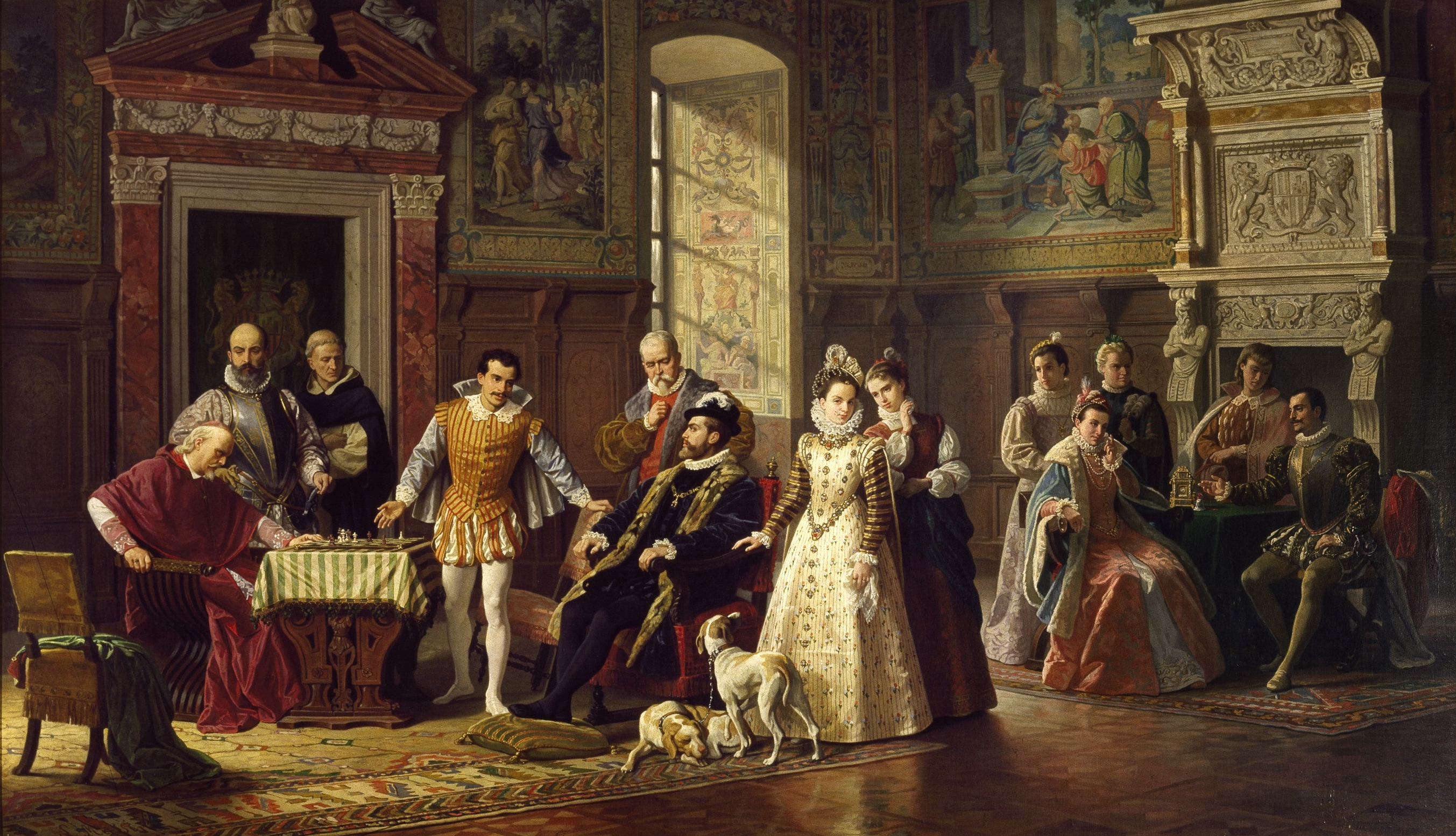
Leonardo da Cutri battit Ruy Lopez au tournoi de Madrid en 1575.

Les joueurs suivants, auteurs des premiers livres imprimés sur les échecs, sont parfois considérés comme les meilleurs joueurs de leur époque:
- Francesc Vicent, fin du XVe siècle,
- Luis Ramírez Lucena après 1490,
- Pedro Damiano vers 1520.

Les meilleurs joueurs de la fin de la Renaissance furent:
- Ruy López (1530-1580), aux environs de 1560,
- Paolo Boï (1528-1598),
- Leonardo da Cutri (1542-1587), vers 1575,
- Alessandro Salvio (1570-1640), vers 1600,
- Pietro Carrera (1573-1647), vers 1620,
- Gioachino Greco (1600-1634), vers 1620-1630.

### Madrid, 1575
En 1575, un match est organisé entre le maître italien Giovanni Leonardo da Cutri, accompagné de Giulio Polerio, de Lanciano et de Tomaso Caputo (surnommé Rosces), rejoints l'année suivante par Paolo Boï et les joueurs espagnols Ruy López et Alfonso Cerón, avec comme mécène Philippe II d'Espagne.
Giovanni Leonardo, dit il Puttino, fut battu par Ruy López à Madrid en 1575. Il prit sa revanche l'année suivante à Madrid en battant López et Alfonso Ceron. Un peu plus tard, Paolo Boï affronta les mêmes adversaires et les battit. Philippe II récompensa les deux vainqueurs (Leonardo et Boï) en leur donnant deux offices en Sicile rapportant 500 couronnes par an.

### Meilleurs joueurs duXVIIIesiècle

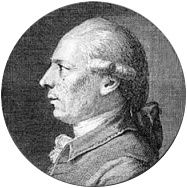
Philidor (1726 - 1795)

- Alexander Cunningham (vers 1655-1730[7]), vers 1700-1710,
- Kermur de Legal (1702-1792), vers 1730-1745,
- Philippe Stamma (1705-1755), vers 1740,
- Carlo Cozio (1715-1780),
- François-André Danican Philidor (1726-1795), élève de Legal, plus fort joueur de 1747 à sa mort,
- Verdoni (? – 1804), vers 1800,
- Johann Allgaier (1763-1823), vers 1800,
- Jacob Sarratt (1772-1819), élève de Verdoni.

### Match Philidor - Stamma (Londres, 1747)
En 1747, Philidor battit Stamma, 8 à 2, en donnant l'avantage du pion et du trait à son adversaire. Huit parties furent gagnées par Philidor, une par Stamma et une partie fut nulle; la partie nulle comptait pour une victoire de Stamma.

## Premiers matchs et tournois modernes (1834 à 1883)

### Principaux joueurs du début duXIXesiècle

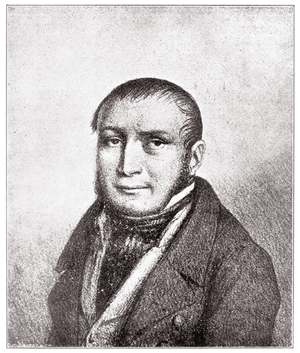
Louis-Charles Mahé de La Bourdonnais était reconnu comme le meilleur joueur des années 1820 et 1830.

- Jacob Sarratt (1772-1819), vers 1810,
- Alexandre Deschapelles (1780-1847), vainqueur de Cochrane en matchs à handicap,
- William Lewis (1787-1870),
- Louis-Charles Mahé de La Bourdonnais (1795-1840),
- Alexandre Petrov (1797-1867),
- Alexander McDonnell (1798-1835),
- John Cochrane (1798-1878),
- Pierre Saint-Amant (1800-1872).

### Matchs La Bourdonnais - McDonnell (Londres, 1834)
Entre juin et octobre 1834, La Bourdonnais rencontre au Westminster club de Londres le champion britannique McDonnell au cours d’une série de six matches. L’enjeu était la suprématie mondiale.
La Bourdonnais l’emporte nettement (+45 -27 =13).
McDonnell mourut en 1835, un an après l'arrêt du sixième match et La Bourdonnais cinq ans plus tard, en 1840.

### Matchs Saint-Amant - Staunton (1843) et Staunton-Horwitz (1846)

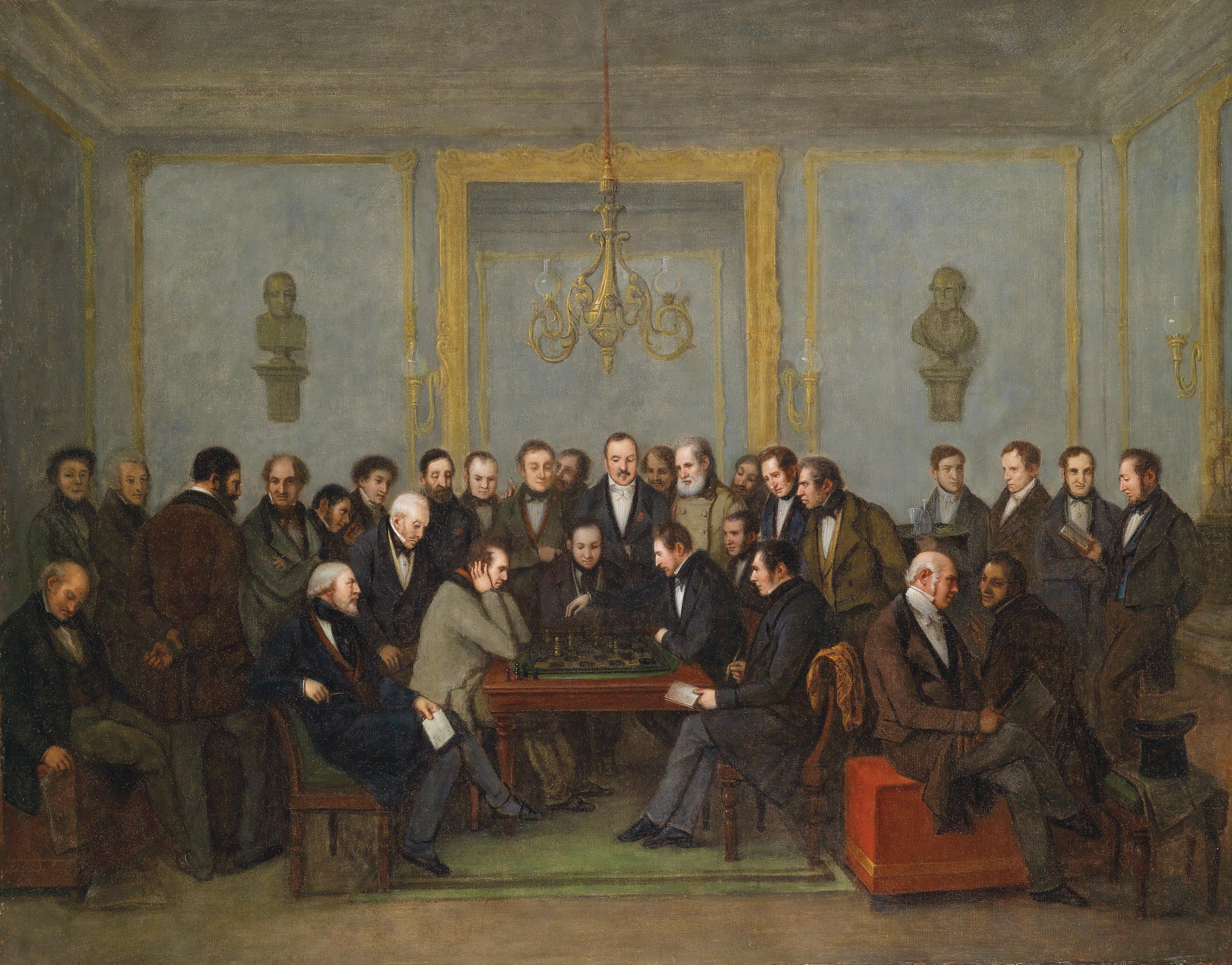
Match entre Saint-Amant et Staunton disputé à Paris en 1843.

Le successeur de La Bourdonnais était un élève de Deschapelles, Pierre Saint-Amant. En mars - avril 1843 à Londres, Saint-Amant remporta un match en six parties contre Howard Staunton trois victoires à deux et une partie nulle. En décembre 1843, Staunton gagna la revanche à Paris sur le score de 11 victoires à 4 et six parties nulles.
Si le match n'a jamais été décrit comme un « championnat du monde d'échecs », The Chess Chronicle le décrivait comme: « Le grand match d'échecs entre l'Angleterre et la France » et Saint-Amant, dans le magazine d'échecs Le Palamède, mettait simplement en tête des parties à la place des noms des joueurs: « France et Angleterre ».
À la suite de son deuxième match victorieux contre Saint-Amant en 1843, Staunton se déclara « champion du monde ». Le premier défi vint du maître allemand Bernhard Horwitz, un membre de la pléiade berlinoise, arrivé récemment en Angleterre. Au printemps 1846, Staunton remporta le match 14 victoires à 7 et trois nulles. La même année, Staunton battit le jeune maître allemand Daniel Harrwitz qui vivait à Paris, 12,5 à 9,5: sept victoires à 0 dans les parties à égalité; une nulle, une victoire et six défaites dans les parties où il concédait un pion et le trait, et quatre victoires à trois dans sept parties disputées avec un handicap de un pion et deux coups.
À partir de 1851, la défaite de Staunton au tournoi de Londres en 1851, son refus d’affronter Paul Morphy en 1857-1858 et sa défaite au tournoi de Birmingham en 1858, le déconsidérèrent aux yeux des autres joueurs. Après 1860, Staunton retourna à ses études sur Shakespeare tout en éditant la revue Chess World. Il mourut en 1874.

### Tournoi de Londres 1851: Anderssen
Staunton organisa en 1851, lors de l'exposition universelle de Londres, le premier tournoi international moderne. Le système du tournoi était celui de matchs à élimination directe. Il y avait seize participants.
Le tournoi fut remporté par Anderssen. Au premier tour Anderssen s'imposa face à Kieseritsky - contre lequel il joua juste après le tournoi la « partie immortelle », puis il élimina Szén au deuxième tour (+4 −2). En demi-finale, Staunton fut éliminé par Anderssen (+4 −1), tandis que, dans l'autre demi-finale, Marmaduke Wyvill battait Williams. Anderssen remporta la finale contre Wyvill (+4 −2 =1). Dans le match de départage pour la troisième place, Williams battit Staunton (+4 −3 =1).

### Match Anderssen - Morphy (Paris, 1858)

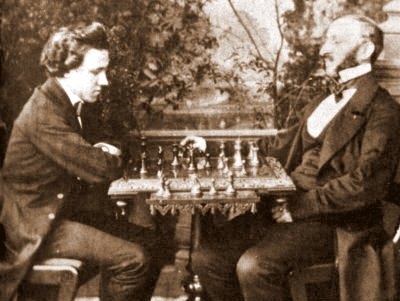
Match entre Morphy et Löwenthal en 1858.

À l'âge de 12 ans, l'Américain Paul Morphy, né en 1837, gagnait des parties à l'aveugle. En octobre 1857, à New York, il remporta le premier congrès américain, ancêtre du championnat des États-Unis, avant d’entamer une tournée européenne triomphale où il battit tous les joueurs européens qui acceptèrent de le rencontrer. En juillet 1858, il battit Johann Löwenthal à Londres, 9 victoires à 3 et deux nulles.
Morphy arriva à Paris le 2 septembre 1858 dans le but de rencontrer Adolf Anderssen. Anderssen devait attendre ses vacances de Noël 1858 pour arriver à Paris. En septembre, Morphy battit dans un premier match Harrwitz, 5 victoires à 2 et une partie nulle. En décembre 1858, Morphy affronta Anderssen dans un match. Serait vainqueur le premier joueur à remporter sept parties. Morphy gagna le match 7 victoires à 2 et deux parties nulles. En février-mars 1859, à Paris, il battit dans un match amical Augustus Mongrédien, sept victoires à 0 et une nulle. Morphy revint à New York en mai 1859 où il disputa quelques matchs et s'occupa de la chronique d'échecs d'un journal jusqu'en août 1860.

### Années 1860: de Anderssen à Steinitz

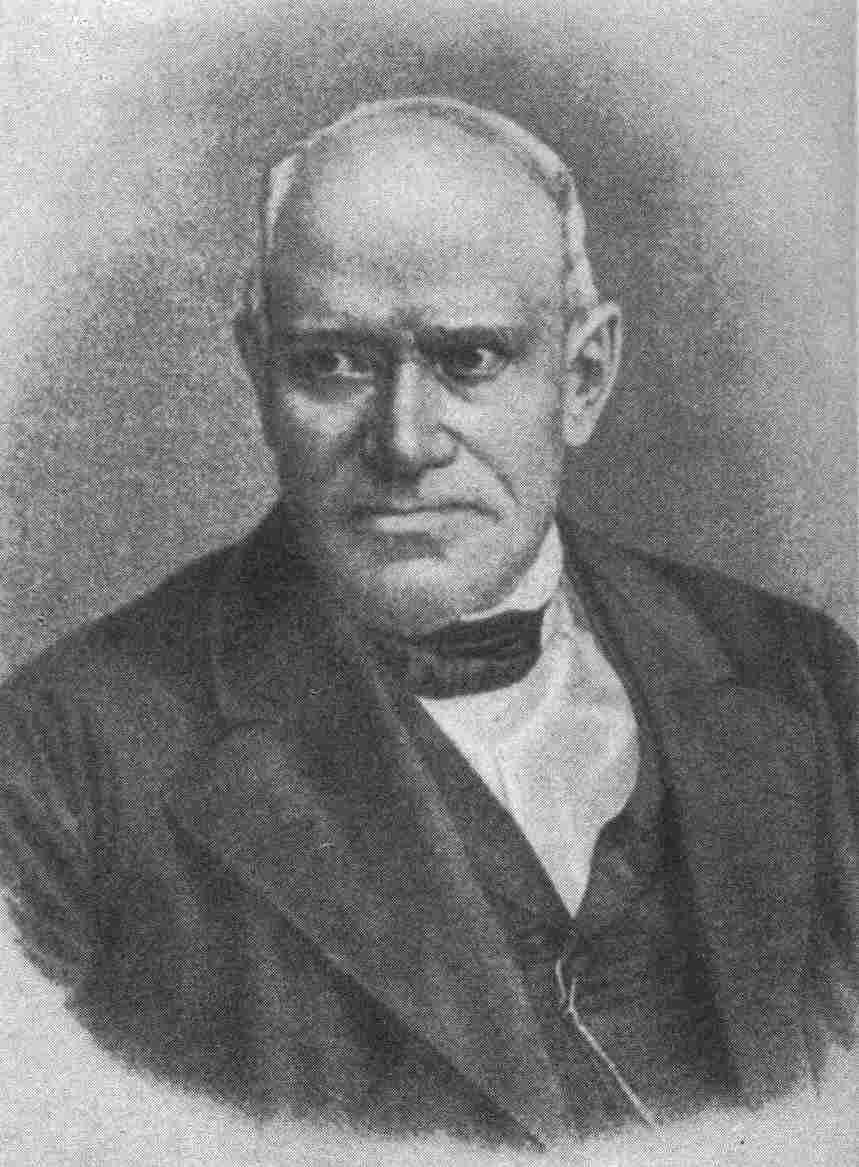
Adolf Anderssen vers 1860.

Après 1859, Morphy ne disputa plus de match ou de tournoi d'échecs. Pendant les années 1860, plusieurs joueurs disputèrent la suprématie du monde des échecs: Adolf Anderssen, Louis Paulsen, Ignác Kolisch, Wilhelm Steinitz et les élèves de Anderssen: Gustav Neumann et Berthold Suhle.
Le tournoi de Londres, organisé pendant l'exposition universelle de 1862, fut remporté par Adolf Anderssen devant Louis Paulsen, John Owen, George MacDonnell, Dubois et Steinitz.
La même année, en 1862, Paulsen et Anderssen disputèrent un match qui se termina par l'égalité (4 à 4). En 1864, Anderssen perdit un match contre son élève Gustav Neumann. La même année, Anderssen annula un autre match contre Berthold Suhle (qui ne disputa pas de compétition après 1865).
En 1866, Londres était le haut lieu des échecs. Les clubs londoniens organisèrent un match entre Wilhelm Steinitz et Adolf Anderssen, le vainqueur étant le premier à obtenir 8 victoires (les nullités ne comptant pas). Après douze parties, le score était de six victoires de chaque côté. Steinitz l’emporta finalement 8 victoires à 6 et aucune partie nulle. La même année, Steinitz battit Henry Bird sur le score de sept victoires à cinq et cinq parties nulles. Certains auteurs,,, ont écrit plus de 20 ans plus tard (après le premier championnat du monde officiel de 1886), que Steinitz était champion du monde des échecs à partir de 1866, mais ce n'était pas l'avis des contemporains. Aucun des meilleurs joueurs: Anderssen, Neumann, Paulsen, Steinitz et Kolisch ne pouvait prétendre à une supériorité claire et aucune preuve n'existe que Steinitz se soit proclamé champion du monde en 1866.
En 1867, Steinitz fut devancé au tournoi de Dundee par Gustav Neumann qui avait déjà battu Anderssen lors d'un match disputé en 1864. Lors du tournoi de Paris 1867, Steinitz termina troisième derrière Kolisch et Winawer. En 1868, Kolisch arrêta de jouer pour gagner sa vie en travaillant pour la banque Rothschild. Dans les années suivantes, il devint millionnaire et sponsorisa des tournois d'échecs dans les années 1870 et 1880.

### Années 1870

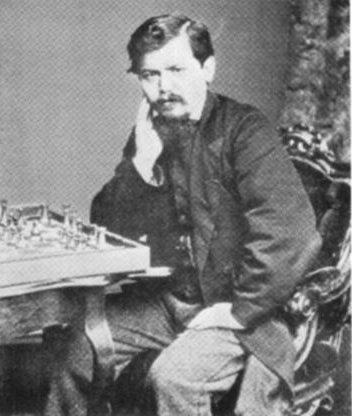
Wilhelm Steinitz en 1866

Baden-Baden 1870 est le premier tournoi où des pendules furent utilisées. Les nulles n'étaient pas rejouées contrairement aux tournois de Londres 1862 et Paris 1867. Elles rapportaient un demi-point alors que les parties gagnées rapportaient un point. Après le retrait d'un des joueurs (Adolf Stern, du fait de la guerre entre la France et la Prusse), seulement neuf forts joueurs participèrent au tournoi. Anderssen remporta le tournoi de Baden-Baden et devança Steinitz d'un demi-point, suivi de Neumann (troisième), Blackburne, Paulsen et Winawer. En 1872, Neumann, qui souffrait de troubles mentaux, disputa son dernier tournoi à Altona (tournoi remporté par Anderssen). Dans les années 1870, Paulsen se consacra à ses recherches théoriques et ses résultats déclinèrent.
Les années 1870 virent l'ascension de Joseph Blackburne et de Johannes Zukertort. Ce dernier qui était engagé dans la guerre entre la France et la Prusse était absent du tournoi de Baden-Baden. En 1871, Zukertort battit Anderssen 5 victoires à 2 et aucune nulle. Lors du tournoi de Londres 1872, Steinitz devança Blackburne et Zukertort de deux points. En octobre 1872, lorsque Steinitz rencontra Zukertort pour la première fois en match, il gagna le match: 9 à 3 (+7 −1 =4). Le Chess Player’s Chronicle écrivit:

« Le caractère déséquilibré du match peut être attribué (comme le Westmister Papers l'a signalé) à la mauvaise santé de M. Zukertort, mais cela ne doit pas nous empêcher de décerner les lauriers à M. Steinitz, qui peut être raisonnablement déclaré le champion du monde des échecs. »

Organisé trois ans après le tournoi de Baden-Baden, le tournoi de Vienne 1873 avait lieu pendant l'exposition universelle de Vienne. C'était un tournoi où les joueurs s'affrontaient en mini-matchs de trois parties. En cas d'égalité, les joueurs recevaient un demi-point. Les participants étaient: Wilhelm Steinitz (Autriche), Anderssen (Allemagne), Joseph Blackburne (Angleterre), Samuel Rosenthal (France), Louis Paulsen (Allemagne), Henry Bird (Angleterre), Adolf Schwarz et quatre autres joueurs austro-hongrois. Zukertort était absent de ce tournoi. Steinitz et Blackburne terminèrent premiers ex æquo. Lors du tournoi, Blackburne avait battu deux fois Steinitz et fait une partie nulle. Steinitz remporta cependant le match de départage pour la première place 2 à 0 contre Blackburne. Les participants du tournoi concédèrent que Steinitz était le plus fort joueur du moment. Durant leurs carrières, Steinitz et Blackburne s'étaient déjà affronté deux fois en match. Steinitz avait gagné à chaque fois le match: 8-2 en 1862-1863 et 1,5-0,5 en 1870. En 1876, Steinitz battit à nouveau Blacburne 7 victoires à 0.

### Tournois de Vienne 1882 et de Londres 1883
Après son succès au tournoi de Vienne 1873, Steinitz se retira des compétitions pendant près de huit ans: de 1874 à 1881, il ne disputa qu'un match contre Blackburne en 1876.
En 1878, Zukertort remporta le fort tournoi de Paris devant Winawer (au départage), Blackburne, Mackenzie, Bird, Anderssen, Englisch, Rosenthal, Clerc et Mason. Adolf Anderssen mourut le 13 mars 1879. Le 8 mars 1879, peu avant la mort de Anderssen, le Irish Times, écrivait que du fait de son absence prolongée des tournois, Steinitz avait abandonné sa première place et que Zukertort devait être considéré le champion des échecs.
Le tournoi de Vienne 1882 était organisé pour fêter les 25 ans du club d'échecs de Vienne. Ce tournoi, organisé pendant sept semaines de mai à juin 1882, avait dix-huit participants et réunissait dix des meilleurs joueurs de l'époque: Steinitz, Zukertort, Blackburne, Schwarz, Englisch, Mackenzie, Tchigorine, Mason, Winawer et Paulsen ainsi que Weiss et Bird. Étaient absents du tournoi de Vienne, outre Paul Morphy qui ne jouait plus depuis 1860, le Franco-polonais Samuel Rosenthal, Isidor Gunsberg et l'Américain Max Judd.
C'était un tournoi à deux tours (les joueurs s'affrontaient deux fois: une fois avec les Blancs et une fois avec les Noirs). Steinitz et Winawer remportèrent le tournoi, ex æquo (avec 24 points sur 34), devant Mason (troisième avec un point de moins), Zukertort et Mackenzie (quatrièmes-cinquièmes). Un match de départage en deux parties fut organisé entre les deux premiers, Steinitz et Winawer. Il se termina par l'égalité: une victoire pour chaque joueur.

Match entre Zukertort et Steinitz en 1886.

Le tournoi de Londres 1883, disputé d'avril à juin était un tournoi à deux tours avec quatorze joueurs. Il réunissait les sept meilleurs joueurs de l'époque: Steinitz, Zukertort, Winawer, Blackburne, Mackenzie, English et Mason ainsi que Tchigorine, Rosenthal (France) et Bird. Zukertort devança Steinitz, avec trois points d'avance.
En juillet 1883, The Chess Player's Chronicle considérait que du fait de sa victoire à Londres (avec trois points d'écart), Zukertort devait être considéré comme le champion du monde des échecs.

## Période classique (1886 à 1946)

### Wilhelm Steinitz (1886 à 1894)
Johannes Zukertort avait remporté le tournoi de Londres en 1883, avec 22 points sur 26 et 3 points d'avance sur Wilhelm Steinitz. Morphy mourut en 1884, Anderssen l’ayant précédé en 1879. En 1886, un match fut organisé entre Steinitz et Zukertort
Le vainqueur du match contre Zukertort était le premier à gagner dix parties. Le match a lieu dans trois villes des États-Unis (New York, Saint-Louis et Nouvelle-Orléans) de janvier à mars 1886. Wilhelm Steinitz, vainqueur, est considéré comme le premier champion du monde officiel.
| Année(s)  | Adversaire         | Lieu(x)                                  | Score       | Score                  | Notes |
| --------- | ------------------ | ---------------------------------------- | ----------- | ---------------------- | --- |
| 1886      | Johannes Zukertort | New York Saint-Louis La Nouvelle-Orléans | 10 - 5      | 12,5 – 7,5 (+10 -5 =5) | Steinitz devient le premier champion du monde officiel. Le match avait lieu dans trois villes différentes. Était proclamé vainqueur le premier joueur à gagner 10 parties. Match nul si le score était de 9 victoires pour chaque joueur. Steinitz remporte le titre après 20 parties. |
| 1889      | Mikhaïl Tchigorine | La Havane                                | 10,5 – 6,5  | (+10 -6 =1)            | Match au meilleur des 20 parties. Steinitz conserve son titre après 17 parties. |
| 1890-1891 | Isidor Gunsberg    | New York                                 | 10,5 – 8,5  | (+6 -4 =9)             | Match au meilleur des 20 parties. Steinitz conserve son titre après 19 parties. |
| 1892      | Mikhaïl Tchigorine | La Havane                                | 12,5 – 10,5 | (+10 -8 =5)            | Match revanche au meilleur des 20 parties. Le score était de 10 -10 (+8 –8 =4) après 20 parties. Le match fut prolongé jusqu'à ce qu'un joueur gagne 10 parties. Steinitz conserve son titre après 23 parties.                                                                         |
| 1894      | Emanuel Lasker     | New York Philadelphie Montréal           | 5 - 10      | 7 – 12 (+5 -10 =4)     | Lasker devient champion du monde. Le match avait lieu dans trois villes différentes. Était proclamé vainqueur le premier joueur à gagner 10 parties. Lasker remporte le titre après 19 parties.                                                                                        |
| 1896-1897 | Emanuel Lasker     | Moscou                                   | 2 - 10      | 4,5 – 12,5 (+2 -10 =5) | Steinitz perd le match revanche après 17 parties. Était proclamé vainqueur le premier joueur à gagner 10 parties. |

Jusqu’en 1945, date à laquelle la FIDE prit en charge l’organisation du championnat du monde, c’est le champion en titre qui choisissait (ou acceptait) son challenger et posait ses propres conditions (financières et droit à match revanche).
Le premier match contre Tchigorine se déroula sur vingt parties maximum. Il eut lieu à La Havane en janvier et février 1889. Steinitz choisit Tchigorine qui l’avait battu en 1882 et 1883.

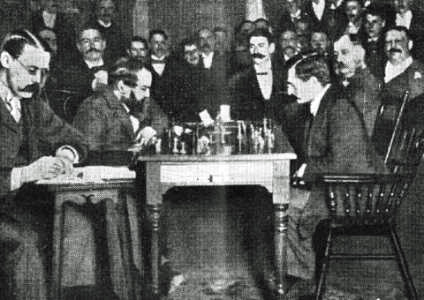
Match entre Steinitz (à gauche) et Lasker en 1894.

Le match contre Gunsberg se déroula sur vingt parties maximum. Il eut lieu à New York en décembre 1890 et janvier 1891.
Steinitz accepta un match revanche contre Tchigorine qui eut lieu à La Havane en janvier et février 1892. Le vainqueur était le premier à remporter dix parties (les nullités ne comptant pas).

### Emanuel Lasker (1894 à 1921)
Lasker a détenu le titre de champion du monde le plus longtemps: entre 1894 à 1921, il a défendu son titre cinq fois victorieusement mais n'a disputé aucun match de 1897 à 1906, ainsi que de 1911 à 1920.
Le premier match d’Emanuel Lasker contre Steinitz a lieu de mars à mai 1894 dans trois villes successivement: New York, Philadelphie et Montréal. Le vainqueur est le premier à gagner dix parties:
Un match revanche a lieu de novembre 1896 à janvier 1897, à Moscou, aux mêmes conditions que le match précédent. Steinitz qui a 32 ans de plus que son adversaire déclare à la fin du match : « Il y a des limites à l’esprit de l’homme, mais pas à sa folie ».
| Année(s) | Adversaire           | Lieu(x)                                                           | Score  | Score                  | Note(s) |
| --- | -------------------- | ----------------------------------------------------------------- | ------ | ---------------------- | --- |
| 1894 | Wilhelm Steinitz     | New York Philadelphie Montréal                                    | 10 – 5 | 12 - 7 (+10 – 5 =4)    | Match en 10 gains (les nulles ne comptaient pas). Lasker devient champion du monde après 19 parties.                                     |
| 1896-1897 | Wilhelm Steinitz     | Moscou                                                            | 10 – 2 | 12,5 – 4,5 (+10 -2 =5) | Match revanche. Match en 10 gains. Les nulles ne comptaient pas. Lasker conserve son titre après 17 parties.                             |
| Pendant dix ans, de 1897 à 1906, Emanuel Lasker ne mit pas son titre en jeu.                                                     |                      |                                                                   |        |                        | |
| 1907 | Frank Marshall       | New York, Philadelphie, Washington, Baltimore, Chicago et Memphis | 8 – 0  | 11,5 – 3,5 (+8 -0 =7)  | Le match a lieu dans six villes différentes. Match en 8 gains. Les nulles ne comptaient pas. Lasker conserve son titre après 15 parties. |
| 1908 | Siegbert Tarrasch    | Düsseldorf et Munich                                              | 8 – 3  | 10,5 – 5,5 (+8 -3 =5)  | Le match a lieu dans deux villes. Match en 8 gains. Les nulles ne comptaient pas. Lasker conserve son titre après 16 parties.            |
| 1910 | Carl Schlechter      | Vienne et Berlin                                                  | 5 – 5  | (+1 -1 =8)             | Match en 10 parties disputé en janvier-février. Égalité. Lasker conserve son titre. Le match avait lieu dans deux villes.                |
| 1910 | David Janowski       | Berlin                                                            | 8 – 0  | 9,5 – 1,5 (+8 -0 =3)   | Match disputé en novembre-décembre. Match en 8 gains. Les nulles ne comptaient pas. Lasker conserve son titre après 11 parties.          |
| À cause de la première Guerre mondiale, les négociations pour organiser un match avec Rubinstein ou Capablanca furent ajournées. |                      |                                                                   |        |                        | |
| 1921 | José Raúl Capablanca | La Havane                                                         | 5 – 9  | (+0 −4 =10)            | Match en 30 parties. Lasker abandonne après 14 parties. Capablanca devient champion du monde                                             |

Pendant dix ans, de 1897 à 1906, Lasker qui apparaît dans quelques tournois ne remet pas son titre en jeu. En 1907, il dispute un match contre Marshall qui avait remporté le tournoi de Cambridge-Springs en 1904 devant Lasker.
Le match contre Marshall a lieu dans six villes différentes des États-Unis (New York, Philadelphie, Washington, Baltimore, Chicago et Memphis. Le vainqueur devait remporter huit parties.

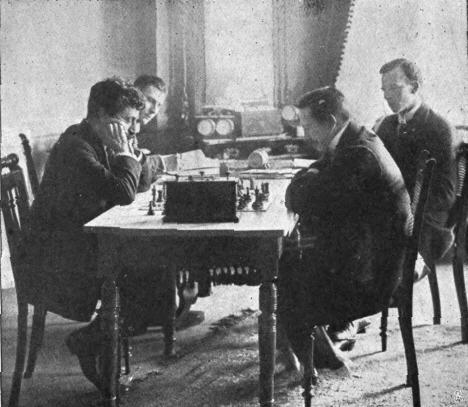
Match entre Lasker (à gauche) et Tarrasch (à droite) en 1908.

Tarrasch est considéré comme un des meilleurs praticiens des échecs et l'un des meilleurs joueurs des années 1890. Il n’a pu contester le titre de Steinitz et a trop attendu pour défier Lasker, plus jeune que lui. Le match contre Tarrasch se déroula à Düsseldorf et Munich en août et septembre 1908. Le vainqueur était le premier à gagner huit parties.
En mai 1909, Lasker et Janowski disputèrent un premier match exhibition terminé par l'égalité (+2 -2); il fut suivi d'un deuxième match à Paris, à l'automne 1909, remporté par le champion du monde (+7 -1 =2). Ce match est souvent considéré à tort comme un match pour le titre mondial.
Le match contre Schlechter a lieu à Paris en janvier et février 1910. Il fait suite à un défi de Schlechter. En juin 1910, J. R. Buckley a considéré que ce n'était pas un véritable championnat du monde car Lasker aurait imposé à Schlechter de gagner avec deux points d’avance sur 10 parties mais ajoute en note que Lasker lui a confirmé que le titre était en jeu. Le match se termina sur un score de parité. Schlechter, fatigué et malade, abandonna malgré la proposition de Lasker de continuer.
Lasker propose un match revanche contre Janowski à Berlin en novembre et décembre 1910, qu’il gagne facilement. Le vainqueur est le premier à gagner huit parties.
En 1911-1912, Akiba Rubinstein était un prétendant sérieux au titre mondial. Les négociations pour un match furent interrompues par la Grande Guerre.

### José Raúl Capablanca (1921 à 1927)
| Année | Adversaire         | Lieu         | Score | Score                   | Note(s)                                                                                              |
| ----- | ------------------ | ------------ | ----- | ----------------------- | --- |
| 1921  | Emanuel Lasker     | La Havane    | 9 – 5 | (+4 −0 =10)             | Match en 30 parties. Lasker abandonne après 14 parties. Capablanca devient champion du monde.        |
| 1927  | Alexandre Alekhine | Buenos Aires | 3 – 6 | 15,5 – 18,5 (+3 −6 =25) | Match en 6 gains. Les nulles ne comptaient pas. Alekhine devient champion du monde après 34 parties. |

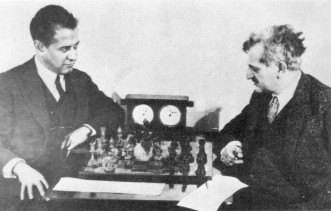
Capablanca et Emanuel Lasker à Moscou en 1925

En 1914, José Raúl Capablanca avait terminé deuxième derrière Lasker du super-tournoi de Saint-Pétersbourg 1914 où étaient présents presque tous les meilleurs joueurs du début du XXe siècle: Alekhine, Marshall, Tarrasch, Rubinstein, Bernstein, Nimzowitsch, Blackburne, Janowski et Gunsberg (Schlechter, Vidmar et Teichmann et Spielmann étaient absents). Les négociations visant à organiser un match Lasker - Capablanca prirent dix ans (avec l’intermède de la Première Guerre mondiale il est vrai) et Lasker refusa plusieurs propositions. Au lendemain de la guerre, Lasker, fatigué, envisage de renoncer à son titre mais le milieu des échecs souhaite un match.
Le match contre Lasker a lieu à La Havane en mars et avril 1921; le vainqueur était le premier à gagner huit parties avec un maximum de vingt-quatre parties. Démoralisé, Lasker abandonna le 27 avril. Capablanca impose des conditions tellement sévères que ses challengers présumés (Rubinstein, Nimzovitch et Alekhine) ne purent les réunir avant six années.
En 1922, après sa victoire au championnat du monde, Capablanca remporta le tournoi de Londres devant Alekhine, Vidmar, Rubinstein et Bogoljubov (et en l'absence de Lasker). À l'occasion de ce tournoi José Raúl Capablanca énonça les « règles de Londres » pour réguler un futur championnat du monde. Certaines de ces règles établissaient que le match serait remporté par le premier joueur à remporter six parties, les nulles ne comptant pas, et le nombre de parties serait illimité. Le contrôle du temps serait de deux heures et demie pour 40 coups. Le champion du monde devrait accepter d'affronter tout joueur apportant au moins dix mille dollars, dont 20% irait au tenant du titre (c'est-à-dire à Capablanca), 48% au vainqueur du match et 32% au perdant. Le challengeur devait en plus faire un dépôt de 500 dollars comme garantie. En 1926, les 10 000 dollars exigés par les règles de Londres furent apportés par le club d'échecs de Buenos Aires. Nimzowitsch, qui avait remporté le tournoi de Dresde 1926 devant Alekhine, défia le champion du monde et Capablanca donna à Nimzowitsch jusqu'au premier janvier 1927 pour déposer les cinq cents dollars nécessaires pour disputer le match. Nimzowitsch ne parvenant pas à réunir la somme, Alekhine devenait prioritaire. En 1914, à Saint-Pétersbourg, puis en 1924, au tournoi de New York, Alekhine avait terminé troisième, derrière Lasker et Capablanca. Au début de 1927, Alekhine finit deuxième du très fort tournoi de New York 1927, remporté par Capablanca et où Lasker n'avait pas été invité. Alekhine était donc le candidat naturel pour affronter le champion du monde en 1927.

### Alexandre Alekhine (1927 à 1935)
| Année | Adversaire           | Lieu(x)            | Score       | Score                   | Notes |
| ----- | -------------------- | ------------------ | ----------- | ----------------------- | --- |
| 1927  | José Raúl Capablanca | Buenos Aires       | 6 – 3       | 18,5 - 15,5 (+6 -3 =25) | Match en six gains. Les nulles ne comptaient pas. (Était proclamé vainqueur le premier joueur à remporter 6 parties.) Alekhine devient champion du monde après 34 parties.                                        |
| 1929  | Efim Bogoljubov      | Allemagne Pays-Bas | 15,5 - 9,5  | (+11 -5 =9)             | Match au meilleur des 30 parties. Le match avait lieu dans trois villes allemandes et trois villes néerlandaises. Alekhine conserve son titre après 25 parties.                                                   |
| 1934  | Efim Bogoljubov      | Allemagne          | 15,5 - 10,5 | (+8 -3 =15)             | Match au meilleur des 30 parties. Le match avait lieu dans douze villes allemandes. Alekhine conserve son titre après 26 parties.                                                                                 |
| 1935  | Max Euwe             | Pays Bas           | 14,5 - 15,5 | (+8 -9 =13)             | Match au meilleur des 30 parties. Le match avait lieu dans douze villes néerlandaises. Euwe devient champion du monde. Alekhine a droit à un match revanche.                                                      |
| 1937  | Max Euwe             | Pays Bas           | 15,5 - 9,5  | (+10 -4 =11)            | Match revanche au meilleur des 30 parties. Le match avait lieu dans neuf villes néerlandaises. Alekhine redevient champion du monde après 25 parties. (Cinq parties supplémentaires furent jouées en exhibition.) |

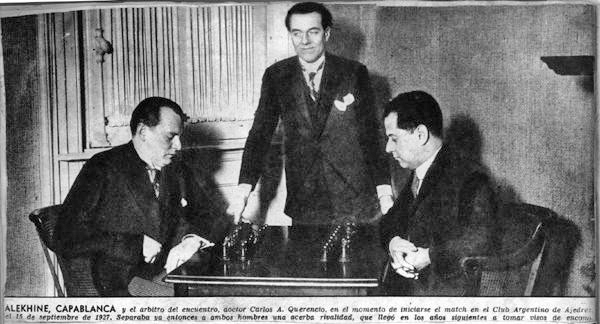
Match entre Alekhine et Capablanca en 1927.

Le match contre Capablanca eut lieu à Buenos Aires de septembre à novembre 1927 en suivant les règles de Londres: le vainqueur était le premier à gagner six parties, les parties nulles ne comptant pas. Alekhine remporta le match 6 - 3 après 34 parties et 25 nulles, un record qui ne fut dépassé que lors du premier match Karpov-Kasparov à Moscou, en 1984-1985. Dans les années qui suivirent le match de 1927, des négociations furent entreprises pour organiser un match revanche entre Alekhine et Capablanca mais Alekhine imposa à son tour des conditions financières excessives.
Alekhine défendit deux fois successivement son titre contre Bogoljubov: en 1929 et en 1934. En 1928, Bogoljubov avait lancé un défi à Alekhine qui l'accepta. Les termes de l'arrangement pour le match étaient les règles de Londres sauf que les conditions pour remporter le match étaient changées. Le match était limité à trente parties. Les nulles étaient comptabilisées. Le match serait remporté par le premier joueur à atteindre 15,5 points avec au moins six victoires. Le match se déroule dans plusieurs villes allemandes et néerlandaises de septembre à novembre 1929. Le vainqueur est celui qui obtiendrait le meilleur résultat sur trente parties. Le match revanche a lieu d’avril à juin 1934.

### Matchs Alekhine - Euwe (1935 et 1937)

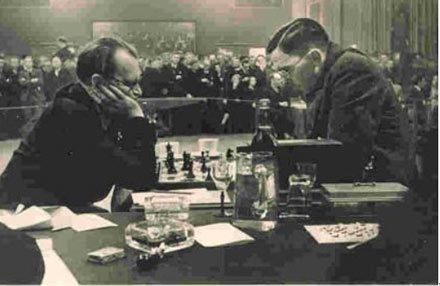
Match entre Alekhine et Euwe en 1937.

Le premier match entre Alekhine et Euwe a lieu dans différentes villes néerlandaises d’octobre à décembre 1935 aux mêmes conditions (trente parties). Euwe, qui a conservé son statut d’amateur, gagne à la surprise générale. Euwe gagne le match avec un point d'avance après trente parties.
Deux ans après sa défaite, Alekhine disputa un match revanche qui avait été prévu dans les conditions du premier match. Le match revanche se déroule de nouveau dans des villes néerlandaises en octobre 1937 aux mêmes conditions. Alekhine gagne le match avec six points d'avance après 25 parties.
Alekhine décède le 23 mars 1946 sans avoir pu remettre son titre en jeu, alors que des négociations avec Paul Keres puis Mikhaïl Botvinnik avaient été entamées. La fédération d'échecs soviétique qui siège à la Fédération internationale des échecs refuse alors que Euwe porte le titre de champion de monde de 1946 au tournoi de championnat du monde organisé en 1948.

## L’hégémonie soviétique (1948 à 1969)

### Tournoi de La Haye-Moscou 1948: Botvinnik devant Smyslov

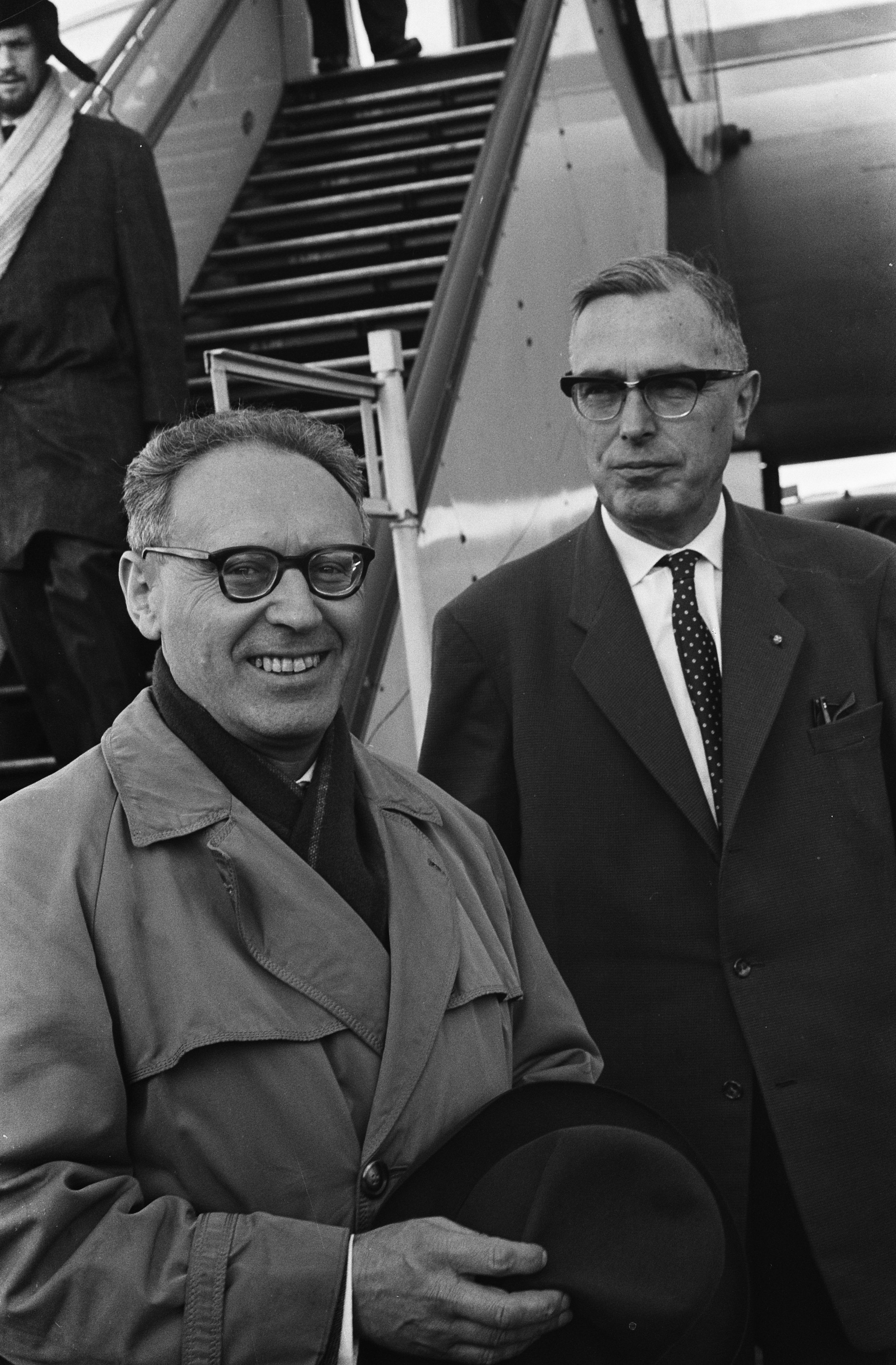
Mikhaïl Botvinnik et Max Euwe en 1962

À la mort d’Alekhine, la FIDE prend en main le cycle championnat du monde (tournoi interzonal, tournoi des candidats et championnat du monde tous les trois ans).
| Place | Joueur                      | Score     |
| ----- | --------------------------- | --------- |
| 1er   | Mikhaïl Botvinnik           | 14 / 20   |
| 2e    | Vassily Smyslov             | 11 / 20   |
| 3e-4e | Samuel Reshevsky Paul Keres | 10,5 / 20 |
| 5e    | Max Euwe                    | 4 / 20    |

Le championnat du monde 1948 est un tournoi entre six joueurs organisé par la FIDE aux Pays-Bas et en URSS, avec comme participants Fine, Kéres, Botvinnik, Euwe et Reshevsky qui avaient terminé aux cinq premières places du tournoi AVRO 1938 ainsi que Smyslov en tant que grand maître soviétique. Reuben Fine qui était invité ne put se libérer.
Le tournoi était un tournoi-match à cinq tours : chaque participant rencontrait cinq fois chacun de ses adversaires. Botvinnik remporta le titre avec trois points d'avance sur Smyslov. Il battit ses quatre adversaires:
- Botvinnik - Smyslov: 3 - 2 (+1 −0 =4);
- Botvinnik - Reshevsky: 3,5 - 1,5 (+3 −1 =1);
- Botvinnik - Kéres: 4 -1 (+4 −1 =0)
- Botvinnik - Euwe: 4,5 -0,5 (+4 −0 =1).

### 1948-1957: Mikhaïl Botvinnik
De 1951 à 1993, le champion du monde rencontrait dans un match le vainqueur du tournoi des candidats, tournoi organisé tous les trois ans par la Fédération internationale des échecs (FIDE). De 1951 et 1972 et de 1985 à 1990, les matchs étaient organisés en 24 parties, le vainqueur étant le premier joueur à obtenir douze points et demi, les parties nulles rapportant un demi-point. En cas d'égalité, le tenant conservait son titre. En cas de défaite, l'ancien champion du monde avait droit, avant 1963, à un match revanche disputé l'année suivante.
| Année                                                                                          | Adversaire        | Score       | Score       | Résultat                                                                                   |
| ---------------------------------------------------------------------------------------------- | ----------------- | ----------- | ----------- | ------------------------------------------------------------------------------------------ |
| 1951                                                                                           | David Bronstein   | 12 - 12     | (+5 -5 =14) | Égalité après 24 parties. Botvinnik conserve son titre                                     |
| 1954                                                                                           | Vassily Smyslov   | 12 - 12     | (+7 -7 =10) | Égalité après 24 parties. Botvinnik conserve son titre                                     |
| 1957                                                                                           | Vassily Smyslov   | 9,5 - 12,5  | (+3 -6 =13) | Smyslov devient champion du monde après 22 parties. Botvinnik a droit à un match revanche. |
| 1958                                                                                           | Vassily Smyslov   | 12,5 - 10,5 | (+7 -5 =11) | Match revanche. Botvinnik redevient champion du monde après 23 parties.                    |
| 1960                                                                                           | Mikhaïl Tal       | 8,5 - 12,5  | (+2 -6 =13) | Tal devient champion du monde après 21 parties. Botvinnik a droit à un match revanche.     |
| 1961                                                                                           | Mikhaïl Tal       | 13 - 8      | (+10 -5 =6) | Match revanche. Botvinnik redevient champion du monde après 21 parties.                    |
| En 1963, le droit au match revanche était aboli et Botvinnik perdait définitivement son titre. |                   |             |             |                                                                                            |
| 1963                                                                                           | Tigran Petrossian | 9,5 - 12,5  | (+2 -5 =15) | Petrossian devient champion du monde après 22 parties.                                     |

### Match Botvinnik - Bronstein (1951)

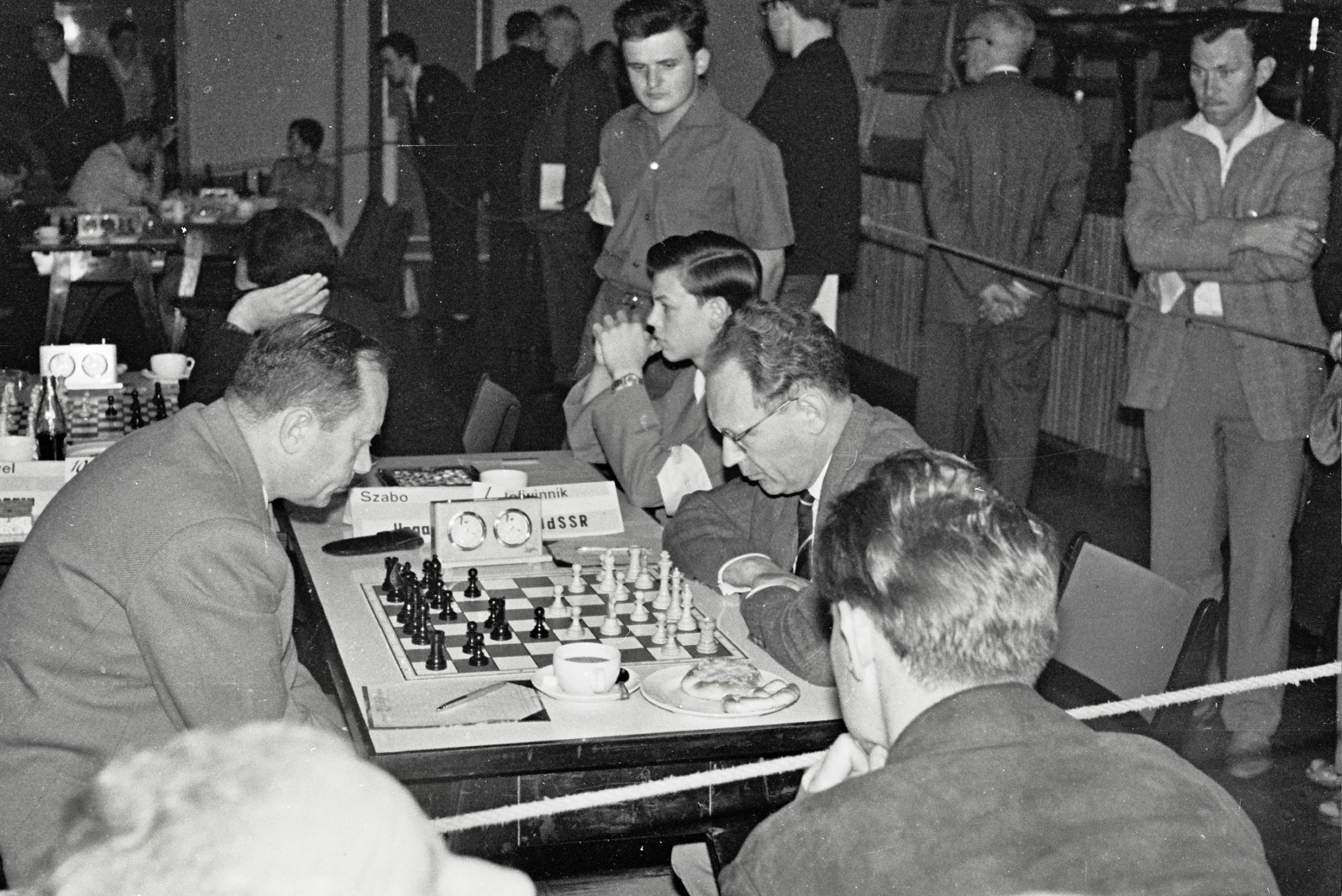
Botvinnik (à droite de l'échiquier) au championnat d'Europe par équipes 1961.

Le vainqueur du tournoi des candidats de 1950 était Bronstein. Le premier match de l’après-guerre a lieu à Moscou en mars et avril 1951; il se termine par l'égalité 12 à 12: Botvinnik conserve son titre.

### Matchs Botvinnik-Smyslov (1954, 1957 et 1958)
Le vainqueur du tournoi des candidats de 1953 était Vassily Smyslov. Le match contre Botvinnik a lieu à Moscou en mars et avril 1954; il se termine par l'égalité 12 à 12: Botvinnik conserve son titre.
Le vainqueur du tournoi des candidats de 1956 était Smyslov. Le match a lieu du 5 mars au 27 avril 1957 à Moscou. Smyslov gagne avec trois points d’avance après la vingt-deuxième partie.
La FIDE prévoit un match revanche dans les douze mois en cas de défaite du tenant du titre. Il se tient à Moscou du 4 mars au 9 mai 1958. Botvinnik l'emporte avec deux points d'avance après la vingt-troisième partie et récupère son titre.

### Matchs Botvinnik-Tal (1960 et 1961)

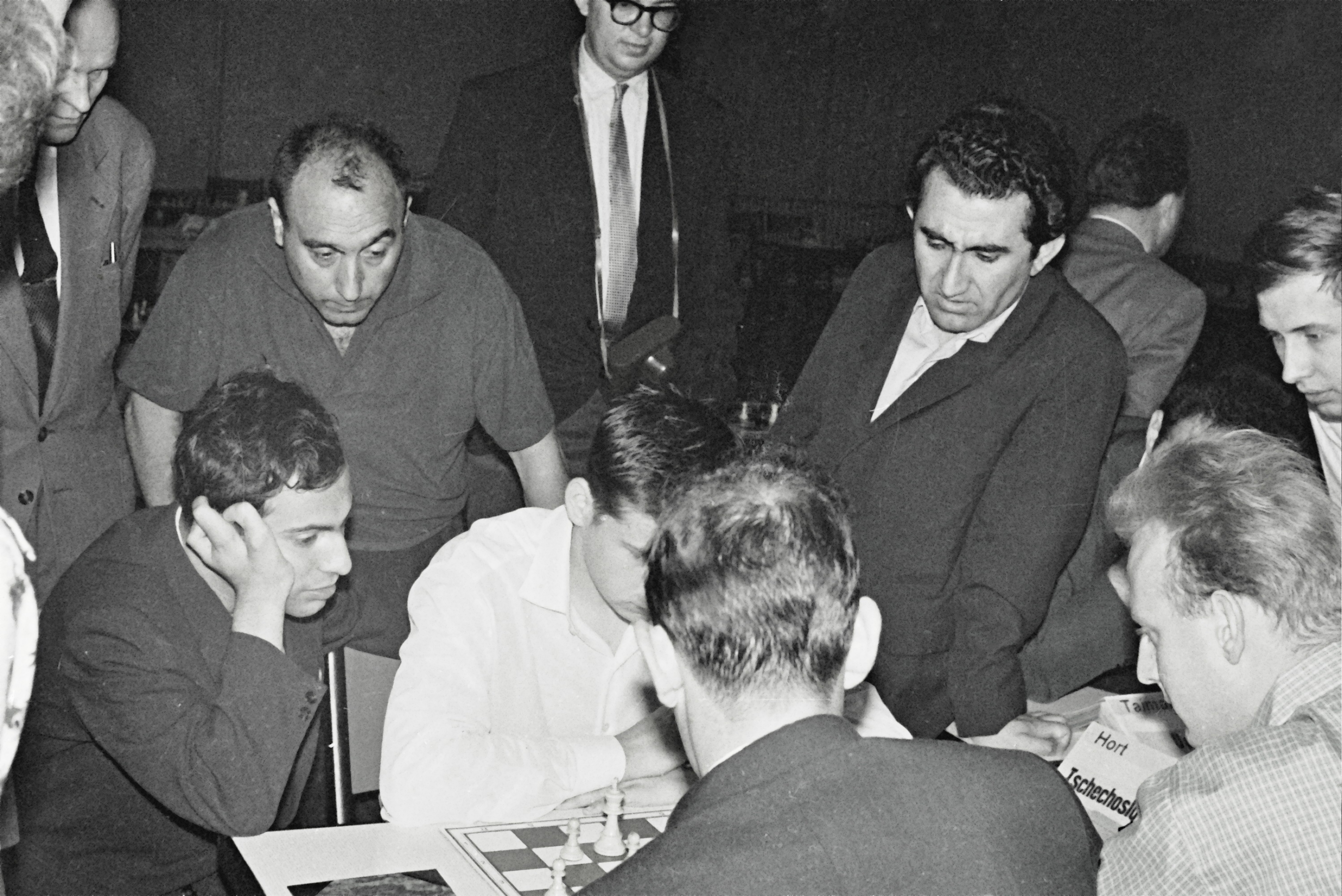
Mikhaïl Tal (assis à gauche) et Tigran Petrossian (debout à droite) au championnat d'Europe par équipes 1961.

Le vainqueur du tournoi des candidats de 1959 était Mikhaïl Tal. Le match a lieu à Moscou du 15 mars au 7 mai 1960. Tal gagne avec quatre points d’avance après la vingt-et-unième partie. Comme contre Smyslov, Botvinnik récupère son titre lors du match revanche organisé du 15 mars au 12 mai 1961 à Moscou. Il gagne le match avec cinq points d'avance après la vingt-et-unième partie.

### 1963-1969: Tigran Petrossian
| Année | Adversaire        | Score       | Score       | Note(s) |
| ----- | ----------------- | ----------- | ----------- | --- |
| 1963  | Mikhaïl Botvinnik | 12,5 – 9,5  | (+5 −2 =15) | Petrossian devient champion du monde après 22 parties. (Les 21e et 22e parties furent annulées en dix coups.) |
| 1966  | Boris Spassky     | 12,5 – 11,5 | (+4 −3 =17) | Petrossian conserve son titre. Le score était de 12 à 10 après 22 parties.                                    |
| 1969  | Boris Spassky     | 10,5 – 12,5 | (+4 −6 =13) | Spassky devient champion du monde après 23 parties.                                                           |

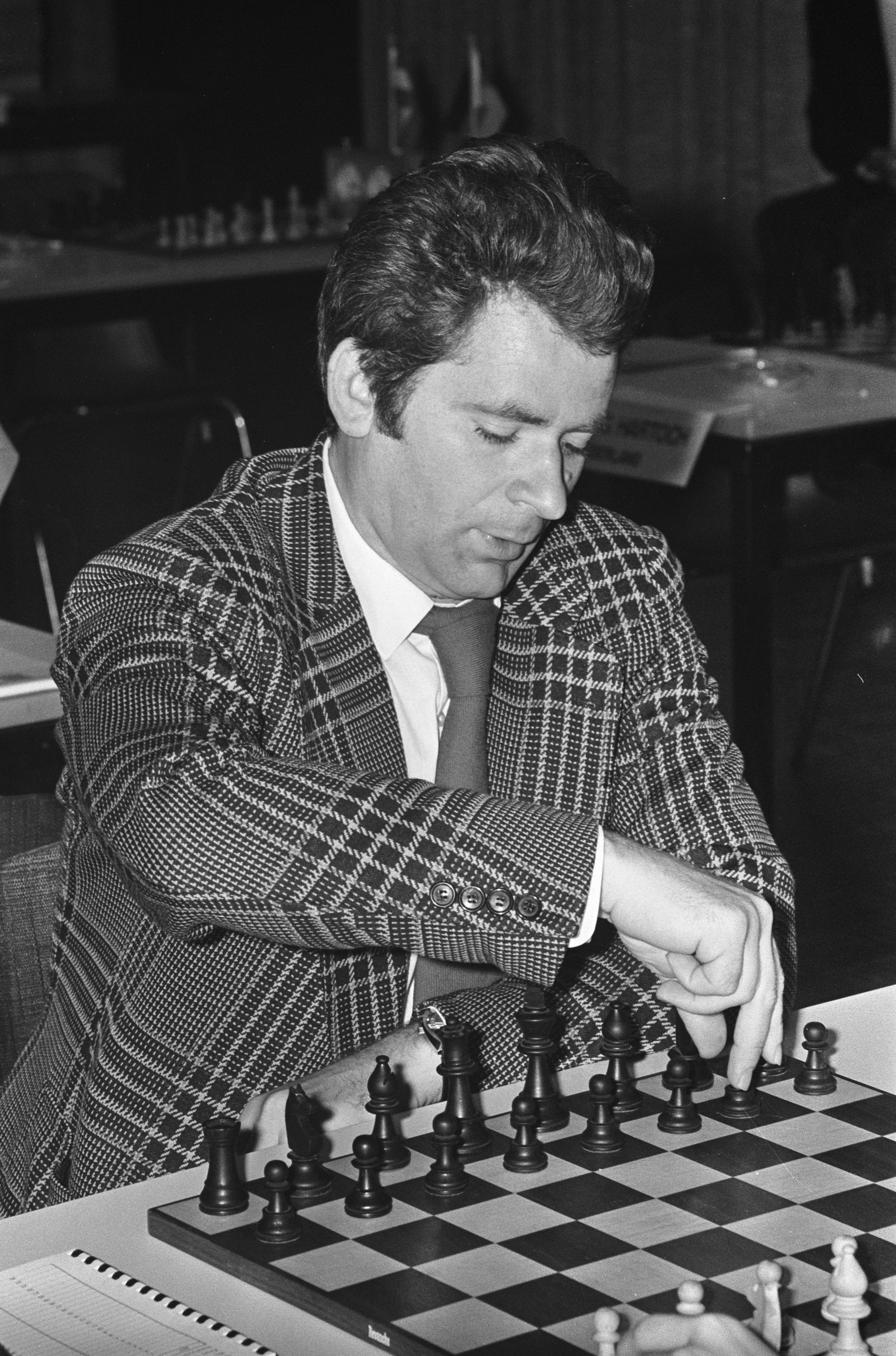
Boris Spassky en 1973

Le vainqueur du tournoi des candidats de 1962 était Tigran Petrossian. Le match contre Botvinnik eut lieu à Moscou du 23 mars au 20 mai 1963. Petrossian gagne avec trois points d’avance après la vingt-deuxième partie (les trois dernières parties furent des nulles rapides).
Le droit au match revanche en cas de défaite du tenant du titre avait été aboli avant le match de 1963 et Botvinnik renonça à disputer le tournoi des candidats en 1965 et à reconquérir son titre en 1966. Le vainqueur du tournoi des candidats de 1965 fut Spassky. Le premier match contre Spassky eut lieu à Moscou du 16 avril au 9 juin 1966. Petrossian prit rapidement la tête du match et mena 2-0 et dix parties nulles à l'issue des douze premières parties. Spassky remporta lors de la treizième partie du match sa première victoire sur Petrossian. Petrossian dut attendre la vingt-quatrième partie pour remporter le match avec un point d'avance.

### 1969-1972: Boris Spassky
| Année | Adversaire        | Lieu      | Score       | Score       | Note(s)                                                                                          |
| ----- | ----------------- | --------- | ----------- | ----------- | ------------------------------------------------------------------------------------------------ |
| 1966  | Tigran Petrossian | Moscou    | 11,5 – 12,5 | (+3 −4 =17) | Petrossian conserve son titre après 22 parties. (Deux parties supplémentaires furent disputées.) |
| 1969  | Tigran Petrossian | Moscou    | 12,5 – 10,5 | (+6 −4 =13) | Spassky devient champion du monde après 23 parties.                                              |
| 1972  | Bobby Fischer     | Reykjavik | 8,5 – 12,5  | (+3 −7 =11) | Fischer devient champion du monde après 21 parties. (Fischer perdit une partie par forfait.)     |

Spassky remporta à nouveau le tournoi des candidats de 1968 après celui de 1965. Le deuxième match contre Petrossian eut lieu à Moscou du 14 avril au 17 juin 1969. Spassky, remporte cette fois le titre avec 2 points d'avance après la 23e partie.

## Bobby Fischer: l’exception (1972-1975)

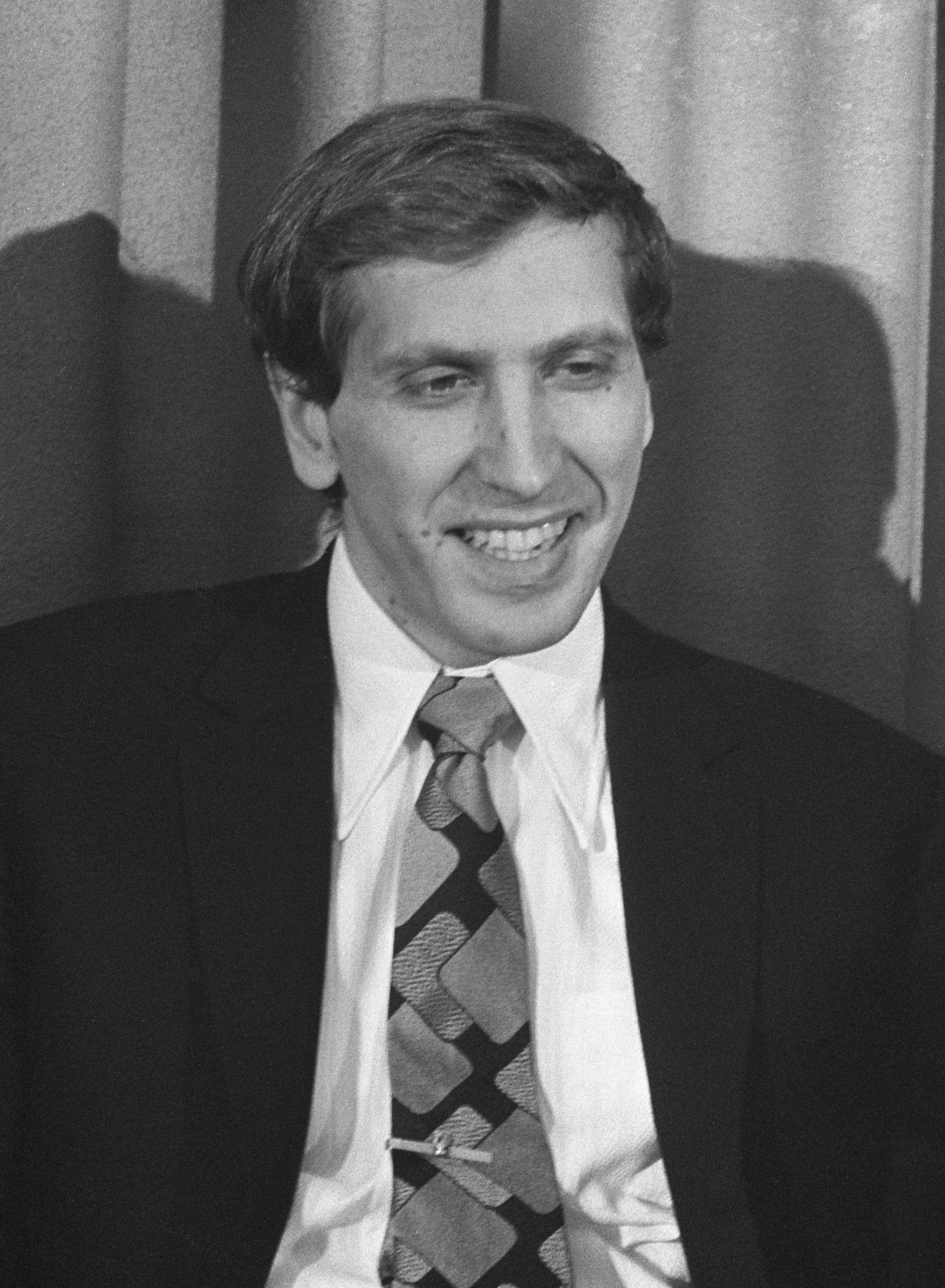
Bobby Fischer en 1972

L’Américain Bobby Fischer interrompt momentanément l’hégémonie soviétique en se débarrassant avec une facilité déconcertante de tous ses adversaires: 6-0 contre Mark Taïmanov, 6-0 contre Bent Larsen et 6,5-2,5 contre Tigran Petrossian lors du cycle des candidats.
Le match a lieu en juillet et août 1972 à Reykjavik. Le match a un grand écho dépassant largement l'univers des échecs car opposant, en pleine guerre froide, un Américain à un Soviétique et avec en plus la personnalité excentrique de Fischer. Celui-ci bat le tenant du titre Boris Spassky : 8,5-12,5 (+3 -7 =11).
En 1975, Fischer renonce à défendre son titre contre Anatoli Karpov car la Fédération internationale n'avait pas accepté toutes ses exigences sur les conditions d'un match (gain du match au premier joueur obtenant dix victoires et le champion conserve son titre en cas d'égalité 9 victoires à 9).
En 1992, Fischer et Spassky disputèrent un « match revanche » non officiel en Yougoslavie, remporté par Bobby Fischer sur le score de +10 -5 =15. Ce fut la seule apparition de Bobby Fischer dans une compétition d'échecs depuis le match de 1972. Fischer s'était rendu en république fédérale de Yougoslavie malgré l'embargo international sur ce pays dû à la guerre de Bosnie-Herzégovine et l'interdiction du département d'État américain et en conséquence ne put retourner aux États-Unis après le match sous risque d'une arrestation et d'un procès.

## Anatoli Karpov (1975 à 1985)
La décennie 1975-1985 voit la domination du Soviétique Anatoli Karpov.
| Année(s) | Adversaire        | Lieu(x)                                                                          | Score                    | Score                    | Note(s) |
| --- | ----------------- | -------------------------------------------------------------------------------- | ------------------------ | ------------------------ | --- |
| 1975 | Bobby Fischer     | Match non disputé                                                                | Fischer déclare forfait. | Fischer déclare forfait. | Karpov devient champion du monde. Karpov avait battu Viktor Kortchnoï (+3 -2 =19) en finale du tournoi des candidats à Moscou en 1974. |
| 1978 | Viktor Kortchnoï  | Baguio (Philippines)                                                             | 6 - 5                    | (+6 -5 =21)              | Match en 6 gains. Les parties nulles ne comptaient pas. Karpov conserve son titre après 32 parties.                                    |
| 1981 | Viktor Kortchnoï  | Merano (Italie)                                                                  | 6 - 2                    | (+6 -2 =10)              | Match en 6 gains. Les parties nulles ne comptaient pas. Karpov conserve son titre après 18 parties.                                    |
| 1984-1985 | Garry Kasparov    | Moscou (URSS)                                                                    | 5 - 3                    | (+5 -3 =40)              | Match en 6 gains. Les parties nulles ne comptaient pas. Le match est arrêté et annulé après 48 parties.                                |
| 1985 | Garry Kasparov    | Moscou (URSS)                                                                    | 11 - 13                  | (+3 -5 =16)              | Match en 24 parties. Kasparov devient champion du monde.                                                                               |
| 1986 | Garry Kasparov    | Londres (Royaume-Uni) et Léningrad (URSS, aujourd'hui Saint-Pétersbourg, Russie) | 11,5 - 12,5              | (+4 -5 =15)              | Karpov a droit à un match revanche en 24 parties. Karpov perd le match revanche.                                                       |
| 1987 | Garry Kasparov    | Séville (Espagne)                                                                | 12 - 12                  | (+4 -4 =16)              | Égalité après 24 parties. Kasparov conserve son titre.                                                                                 |
| 1990 | Garry Kasparov    | New York (États-Unis) et Lyon (France)                                           | 11,5 - 12,5              | (+3 -4 =17)              | Kasparov conserve son titre après 22 parties. (Deux parties furent disputées pour décider la répartition des prix.)                    |
| En 1993, Kasparov et Short quittent la FIDE et Karpov est sélectionné par la FIDE pour disputer un match contre Timman. |                   |                                                                                  |                          |                          | |
| 1993 | Jan Timman        | Pays Bas et Djakarta (Indonésie)                                                 | 12,5 - 8,5               | (+6 -2 =13)              | Match en 24 parties. Karpov devient champion du monde FIDE après 21 parties.                                                           |
| 1996 | Gata Kamsky       | Elista                                                                           | 10,5 - 7,5               | (+6 -3 =9)               | Match en 20 parties. Karpov conserve son titre après 18 parties.                                                                       |
| 1998 | Viswanathan Anand | Lausanne (Suisse)                                                                | 3 - 3                    | (+2 -2 =2)               | Match en six parties. Karpov l'emporte après un mini-match de départage en parties rapides gagné 2-0.                                  |
| En 1999 et 2000, Karpov qui n'est plus qualifié directement pour la finale, refuse les conditions imposées par la FIDE. En 2001, Karpov est éliminé dès le premier tour lors du championnat du monde FIDE de Moscou 2001-2002. |                   |                                                                                  |                          |                          | |

### Champion du monde après le forfait de Fischer (1975)

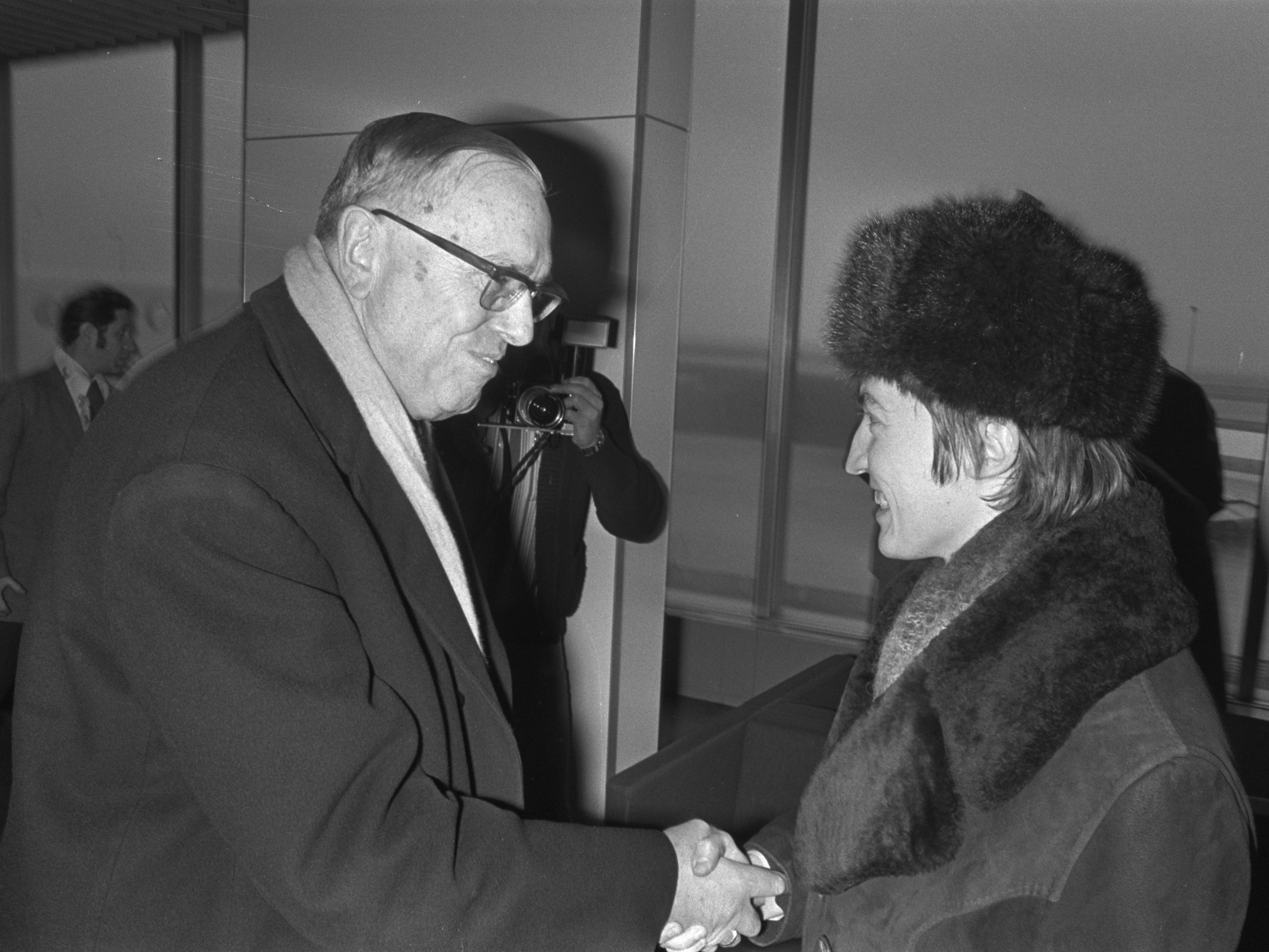
Le président de la fédération internationale Max Euwe accueille Anatoli Karpov en 1976.

En 1975, Fischer refusait les conditions du match et perdait son titre qui est décerné à Anatoli Karpov. Ce dernier avait battu Viktor Kortchnoï l’année précédente lors de la finale du tournoi des candidats 12,5 à 11,5 (+3 –2 =19).

### Premier match Karpov-Kortchnoï (1978)

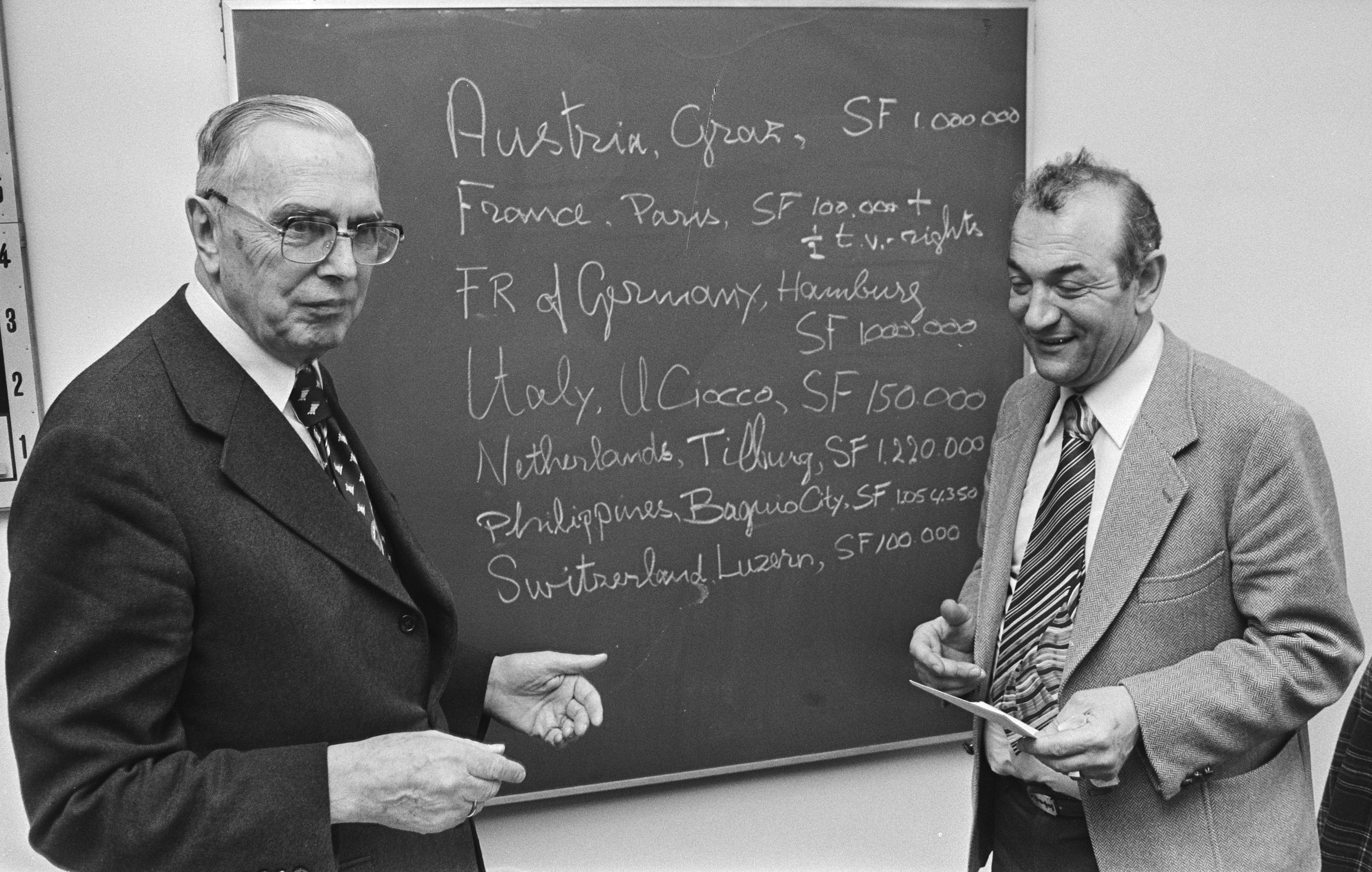
Le président de la fédération internationale Max Euwe et Viktor Kortchnoï en 1978.

À partir de 1978, la victoire revient au premier à gagner six parties, les nulles ne comptant pas.
En 1976, Viktor Kortchnoï demandait l'asile politique aux Pays-Bas. L'année suivante, en 1977, il remporta le tournoi des candidats.
Le premier match opposant le champion Karpov à Kortchnoï a lieu à Baguio (Philippines) du 18 juillet au 18 octobre 1978. Karpov gagne le match avec un point d'avance après 32 parties. Karpov bat Kortchnoï par 6 victoires à 5 (et 21 parties nulles).

### Second match Karpov-Kortchnoï (1981)
Viktor Kortchnoï remporte de nouveau, en 1980, le tournoi des candidats, lui offrant d'affronter une nouvelle fois Anatoly Karpov.
Le deuxième championnat du monde opposant les deux hommes a lieu à Merano en Italie du 1er octobre au 19 novembre 1981. Karpov gagne le match avec quatre points d'avance après 18 parties, battant Kortchnoï 6 victoires à 2 (et 10 parties nulles).

## Matchs Kasparov-Karpov (1985-1990)
Les Soviétiques Anatoli Karpov et Garry Kasparov ont disputé 144 parties lors de cinq matchs pour le championnat du monde entre 1985 et 1990. Kasparov a gagné 21 parties, Karpov 19 et 104 parties se sont terminées par l'égalité.
| Année(s)  | Lieu(x)              | Résultat                                                                                          | Score                                                 | Gains de Kasparov | Gains de Karpov | Nulles | Nombre de parties, dates et conditions du match |
| --------- | -------------------- | ------------------------------------------------------------------------------------------------- | ----------------------------------------------------- | ----------------- | --------------- | ------ | --- |
| 1984-1985 | Moscou               | Match interrompu après 48 parties, alors que Karpov menait.Le match est arrêté, annulé et rejoué. | 5 – 3 (pour Karpov)                                   | 3                 | 5               | 40     | Match commencé le 10 septembre 1984 et interrompu le 15 février 1985 après 48 parties. Match en 6 gains: la victoire revenait au premier joueur à remporter 6 parties. Les nulles ne comptaient pas. |
| 1985      | Moscou               | Kasparov gagne le match et devient champion du monde.                                             | 13 - 11                                               | 5                 | 3               | 16     | Match en 24 parties disputé du 3 septembre au 9 novembre 1985 (moins de sept mois après le premier match).                                                                                           |
| 1986      | Londres et Léningrad | Kasparov gagne le match revanche.                                                                 | 12,5 - 11,5                                           | 5                 | 4               | 15     | Match revanche en 24 parties disputé du 28 juillet au 8 octobre 1986 (moins de neuf mois après le deuxième match).                                                                                   |
| 1987      | Séville              | Égalité. Kasparov conserve son titre.                                                             | 12 - 12                                               | 4                 | 4               | 16     | Match en 24 parties disputé du 12 octobre au 19 décembre 1987.Kasparov égalisa lors de la dernière partie.                                                                                           |
| 1990      | New York et Lyon     | Kasparov gagne le match.                                                                          | 12,5 - 11,5                                           | 4                 | 3               | 17     | Match en 24 parties disputé du 8 octobre au 31 décembre 1990. (Le score était de 12 à 10 après 22 parties. Les deux dernières parties furent jouées pour décider la répartition des prix)            |
| Total     | Total                | 73 – 71 pour Kasparov sur l'ensemble des cinq matchs.                                             | 73 – 71 pour Kasparov sur l'ensemble des cinq matchs. | 21                | 19              | 104    | 144 parties disputées |

### Moscou 1984-1985
Le championnat se déroule entre septembre 1984 et février 1985 à Moscou. Il oppose Anatoly Karpov à Garry Kasparov mais le match est interrompu sur décision contestée du président de la Fide sur le score de 5 à 3 (et 40 parties nulles) alors que Kasparov était en train de remonter au score.
Lors du tournoi des candidats, Kasparov se qualifie en battant Viktor Kortchnoï en demi-finale puis Vassily Smyslov en finale. Le match du championnat du monde a lieu à Moscou qui n’avait plus organisé un tel championnat depuis quinze ans (Petrossian-Spassky en 1969). Le vainqueur est le premier à atteindre six parties gagnantes (les nulles ne comptant pas). L’arbitre principal du match est le GMI yougoslave Svetozar Gligorić. Le tenant du titre, Karpov, joue les Blancs dans les parties impaires. Le match débute le 10 septembre 1984 et est rapidement favorable à Karpov qui mène 4-0 après la neuvième partie. Le match se poursuit par une série de dix-sept nulles avant que Karpov ne remporte un cinquième point dans la 27e partie. À 5-0, il est à un point du match mais Kasparov obtient sa première victoire sur Karpov dans la trente-deuxième partie. Suivit une nouvelle série de quinze nulles, d’abord rapides puis de plus en plus disputées. Kasparov renverse la situation en gagnant les quarante-septième (avec les noirs) et quarante-huitième parties face à un Karpov visiblement exténué (5-3).
Le match est alors interrompu puis annulé le 15 février 1985 par le Philippin Florencio Campomanes, président de la FIDE « pour préserver la santé des joueurs ». Campomanes est très critiqué pour une décision prise seul et sans appel. Il semble[réf. nécessaire] toutefois que la Fédération soviétique des échecs ait, pour le moins, suggéré cette solution qui préserve le titre de Karpov, plus orthodoxe que Kasparov, vis-à-vis du régime communiste. L’agence TASS approuve l’annulation, alors que les médias occidentaux dénoncent un scandale. Ce match pour le titre est le plus long par la durée (plus de cinq mois) et par le nombre de parties (48). Pour les matches suivants, on revient au nombre traditionnel de 24 parties.

### Moscou 1985

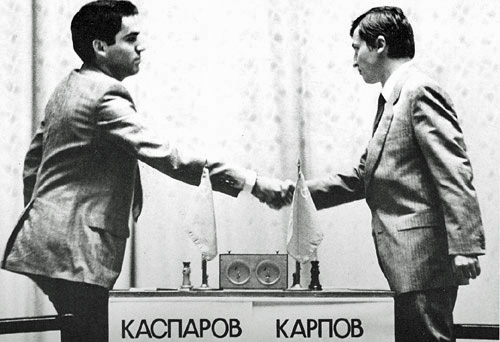
Kasparov et Karpov lors du match de 1985.

Le match se déroule à Moscou du 3 septembre au 9 novembre 1985. Karpov est battu par Kasparov: 11 - 13 (+3 -5 =16).
La FIDE fait un appel d’offres pour l’organisation de ce match. Devant l’insistance[réf. nécessaire] de la Fédération soviétique, le président de la FIDE, Florencio Campomanes, choisit Moscou alors que la ville de Marseille avait fait une offre financière plus intéressante. Moscou refuse de s’aligner sur celle-ci. Kasparov n’hésite pas à critiquer sa propre Fédération, celle-ci évitant prudemment de prendre des sanctions à son encontre.
Le match est prévu en vingt-quatre parties maximum, à moins que l’un des joueurs n’atteigne six parties gagnantes. Le match se déroule du 3 septembre au 9 novembre 1985. Les arbitres sont le Bulgare Maltchev et le Soviétique Vladas Mikėnas. Kasparov tire les blancs pour les parties impaires. L’issue est favorable à Kasparov, qui remporte le titre sur le score de 13 à 11. Son dynamisme, sa préparation dans les ouvertures et sa créativité ont eu raison de la maîtrise et la précision de Karpov.

### Londres et Léningrad 1986
Kasparov bat Karpov: 12,5 - 11,5 (+5 -4 =15).
Ce match revanche a été prévu dans le règlement du précédent championnat du monde par la FIDE dans l’hypothèse où Karpov perdait son titre. Cette fois, il n’est pas question de jouer à Moscou. Le match se partage entre Londres et Léningrad. L’arbitre était le GMI allemand Lothar Schmid. Il se déroule comme le précédent: le vainqueur doit obtenir six parties gagnantes ou le meilleur score à l’issue de vingt-quatre parties.
La première phase se déroule à Londres du 28 juillet au 27 août 1986. C’est Margaret Thatcher qui préside la séance inaugurale au Park Lane Hotel. Karpov tire les blancs pour les parties impaires. À mi-parcours, Kasparov mène deux victoires à une. La deuxième phase a lieu à Léningrad du 5 septembre au 8 octobre 1986. Elle est beaucoup plus animée. Kasparov augmente son avance pour mener quatre victoires à une à l’issue d’une seizième partie d’anthologie. Mais Karpov ne renonce pas et surprend en gagnant les trois parties suivantes, égalisant à 8 - 8. Finalement Kasparov conserve son titre en remportant la vingt-deuxième partie et annulant les autres parties.

### Séville 1987
Kasparov et Karpov font match nul: 12 - 12 (+4 -4 =16).
Karpov se qualifie pour un nouveau match titre en jeu en battant lors de la super-finale de Linares (février-mars 1987) Andreï Sokolov, dernier prétendant du tournoi des candidats. La rencontre, au meilleur des seize parties, montre un Karpov impressionnant (+4 -0 =7).
La finale a lieu au théâtre Lope de Vega de Séville du 2 octobre au 19 décembre 1987 selon le même règlement que les précédentes rencontres. L’arbitre est le Néerlandais Geurt Gĳssen. Karpov tire les blancs pour les parties impaires.
Le match n’est pas d’un grand niveau[réf. nécessaire] avec beaucoup de fautes de part et d’autre mais le final est spectaculaire et le suspense à son comble. Après vingt-deux parties le score est de onze à onze. Karpov, avec les blancs, gagne la vingt-troisième partie et mène le match quatre victoires contre trois. Il lui suffit d’annuler la dernière partie pour récupérer son titre. Kasparov ouvre la dernière partie par une Réti. À court de temps, Karpov joue ses derniers coups avant l’ajournement à un rythme de quatre secondes par coup. À la reprise, Kasparov réussit à trouver la faille et gagne la dernière partie. Il égalise sur l’ensemble du match. Le match nul lui permet de conserver son titre pendant trois ans.

### New York et Lyon 1990
Kasparov bat Karpov: 12,5 - 11,5 (+4 -3 =17).
Cette fois, Karpov doit passer à nouveau par la phase finale du tournoi des candidats. Il bat successivement Jóhann Hjartarson en quart, Arthur Youssoupov en demi et Jan Timman en finale. Il est encore impressionnant dans ce match prévu en douze parties en écrasant son adversaire 6,5 - 2,5 (+4 -0 =5).
Le match contre Kasparov se déroule en deux phases: du 8 octobre au 7 novembre 1990 au Hudson Théâtre de New York puis du 24 novembre au 31 décembre 1990 au palais des Congrès de Lyon. Après la candidature malheureuse de Marseille, une ville française avait obtenu l’organisation d’un championnat du monde grâce aux relations échiquéennes de son maire, Michel Noir.
À mi-parcours, le score est d’une victoire partout. La phase lyonnaise est plus passionnante. Après quatre parties nulles, Kasparov prend peu à peu l’avantage et obtient douze points à l’issue de la vingt-deuxième partie. Il est donc sûr de conserver son titre. Les deux dernières parties n’eurent d’intérêt que pour la répartition des sommes en jeu. Karpov gagne la vingt-troisième. En cas d’égalité les gains sont partagés mais une nullité à la dernière partie offre la victoire finale à Kasparov (12,5-11,5).

## La scission (1993 à 2006)
En 1993, Nigel Short gagne le droit de rencontrer Garry Kasparov en remportant la finale des candidats. Des désaccords sur la ville candidate et sur les primes provoquent une scission avec la FIDE. Kasparov, qui a un contentieux avec le président de la FIDE, crée sa propre fédération, la PCA (Professional Chess Association). Dans une déclaration commune le 26 février 1993, les deux joueurs décident d’organiser le championnat en dehors de la FIDE.
Ils sont immédiatement exclus du cycle officiel.
Il y a dès lors deux champions du monde, l’un dit « classique » se réclamant de la lignée des matches depuis Steinitz, l’autre dit « FIDE » (vainqueur du « Championnat du monde FIDE ») mais dont les tenants sont pour certains des joueurs méconnus du public et sans palmarès remarquable, notamment après la modification du règlement supprimant le cycle triennal des matches de candidats pour imposer une épreuve très ouverte par élimination directe (de 1997 à 2004).

### Championnats du monde «classiques» (1993 à 2004)

#### Matchs disputés par Kasparov
| Année | Adversaire        | Lieu(x)              | Score       | Score       | Note(s) |
| --- | ----------------- | -------------------- | ----------- | ----------- | --- |
| 1984-1985 | Anatoli Karpov    | Moscou               | 3 – 5       | (+3 −5 =40) | Le match est arrêté, annulé et rejoué. |
| 1985 | Anatoli Karpov    | Moscou               | 13 – 11     | (+5 −3 =16) | Kasparov devient champion du monde. |
| 1986 | Anatoli Karpov    | Londres et Léningrad | 12,5 – 11,5 | (+5 −4 =15) | Match revanche perdu par Karpov. Kasparov conserve son titre.                                                                              |
| 1987 | Anatoli Karpov    | Séville              | 12 – 12     | (+4 −4 =16) | Égalité après 24 parties. Kasparov conserve son titre.                                                                                     |
| 1990 | Anatoli Karpov    | New York et Lyon     | 12,5 – 11,5 | (+4 −3 =17) | Kasparov conserve son titre après 22 parties. (Deux autres parties furent jouées.)                                                         |
| De 1984 à 1990, Kasparov affrontait Karpov dans le cadre de la FIDE. En 1993, Kasparov et Short quittent la FIDE.                                                                 |                   |                      |             |             | |
| 1993 | Nigel Short       | Londres              | 12,5 – 7,5  | (+6 −1 =13) | Championnat du monde PCA en 24 parties. Kasparov conserve son titre après 20 parties. (Quatre autres parties furent jouées en exhibition.) |
| 1995 | Viswanathan Anand | New York             | 10,5 – 7,5  | (+4 −1 =13) | Match en 20 parties. Kasparov conserve son titre après 18 parties.                                                                         |
| 2000 | Vladimir Kramnik  | Londres              | 6,5 – 8,5   | (+0 −2 =13) | Match en 16 parties. Kramnik devient champion du monde classique.                                                                          |
| En 2004, le match qui devait opposer Kasparov au champion du monde FIDE de 2002, Ruslan Ponomariov, n'eut pas lieu. En 2005, Kasparov arrêta sa carrière de joueur professionnel. |                   |                      |             |             | |

##### Match Kasparov-Short (1993)
Nigel Short avait éliminé Anatoli Karpov en demi-finale des candidats et Jan Timman en finale des candidats. Le match entre Short et Kasparov se déroule à Londres du 7 septembre au 20 octobre 1993 au meilleur des vingt-quatre parties. L’arbitre est Youri Averbakh.

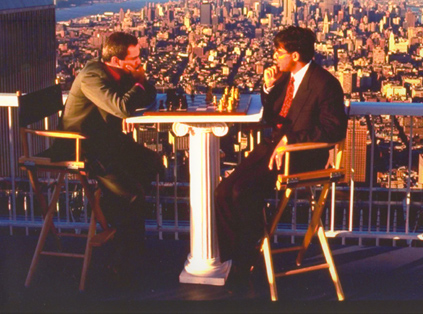
Kasparov et Anand lors du championnat du monde 1995.

Kasparov l’emporte nettement sur Short 12,5 - 7,5 (+6 -1 =13).

##### Match Kasparov-Anand (1995)
Viswanathan Anand avait remporté le tournoi des candidats organisé par la PCA en 1994.
Le match entre Kasparov et Anand se déroule à New York du 11 septembre au 10 octobre 1995 au meilleur des vingt parties. Kasparov l’emporta avant la limite sur Anand par 10,5 à 7,5.

#### Championnats du monde disputés par Kramnik
| Année | Adversaire(s)                                                                   | Lieu     | Score               | Score       | Note(s) |
| --- | ------------------------------------------------------------------------------- | -------- | ------------------- | ----------- | --- |
| En 1998, Kramnik perdit un match des candidats contre Alexeï Chirov. En 1999, Kramnik fut éliminé par Adams en quart de finale du championnat du monde FIDE à Las Vegas. |                                                                                 |          |                     |             | |
| 2000 | Garry Kasparov                                                                  | Londres  | 8,5 - 6,5           | (+2 −0 =13) | Match en 16 parties. Kramnik devient champion du monde « classique ». |
| 2004 | Péter Lékó                                                                      | Brissago | 7 - 7               | (+2 −2 =10) | Match en 14 parties. Égalité. Kramnik conserve son titre. |
| 2006 | Veselin Topalov                                                                 | Elista   | 6 -6 puis 8,5 - 7,5 | (+5 −4 =7)  | Match de réunification en 12 parties. Égalité après les parties classiques (6 – 6). (Kramnik perdit une partie par forfait.) Kramnik remporte le match de départage: 2,5 à 1,5. |
| 2007 | Viswanathan Anand, Guelfand, Lékó, Svidler, Morozevitch, Aronian et Grichtchouk | Mexico   | 8 / 14              | (+3 -1 =10) | Tournoi à deux tours entre huit joueurs. Kramnik termine deuxième. Anand devient champion du monde. Kramnik a droit à un match revanche.                                        |
| 2008 | Viswanathan Anand                                                               | Bonn     | 4,5 - 6,5           | (+1 −3 =7)  | Match revanche en 12 parties. Anand conserve son titre après 11 parties. |

##### Match Kasparov-Kramnik (2000)

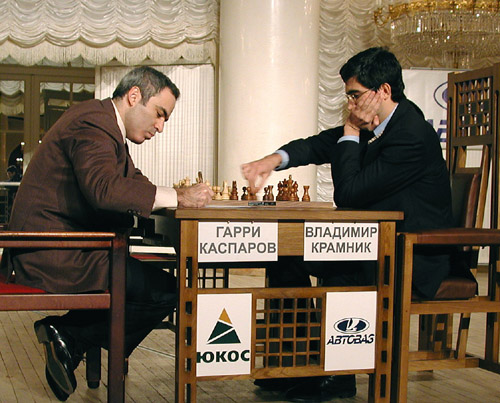
Kasparov et Kramnik à Moscou en 2001.

En 1998, Kasparov organisa un match des prétendants entre Alexeï Chirov et Vladimir Kramnik, choisis d'après leur classement Elo. Chirov remporta le match, mais ne parvint pas à s'entendre avec Kasparov sur l'organisation et les conditions du match de championnat du monde. Kasparov se tourna alors vers le joueur le mieux classé au classement Elo mondial, Anand. Celui-ci, engagé dans les championnats du monde FIDE, refusa les conditions de Kasparov. Le champion du monde choisit alors d'affronter en octobre-novembre 2000 Kramnik qui venait de remporter, ex æquo avec Kasparov, le tournoi de Linares en février-mars 2000.
Kasparov perd sa couronne après quinze années de règne. Kramnik l’emporte 8,5 - 6,5 sans que Kasparov ne réussisse à gagner la moindre partie.

##### Match Kramnik-Lékó (2004)

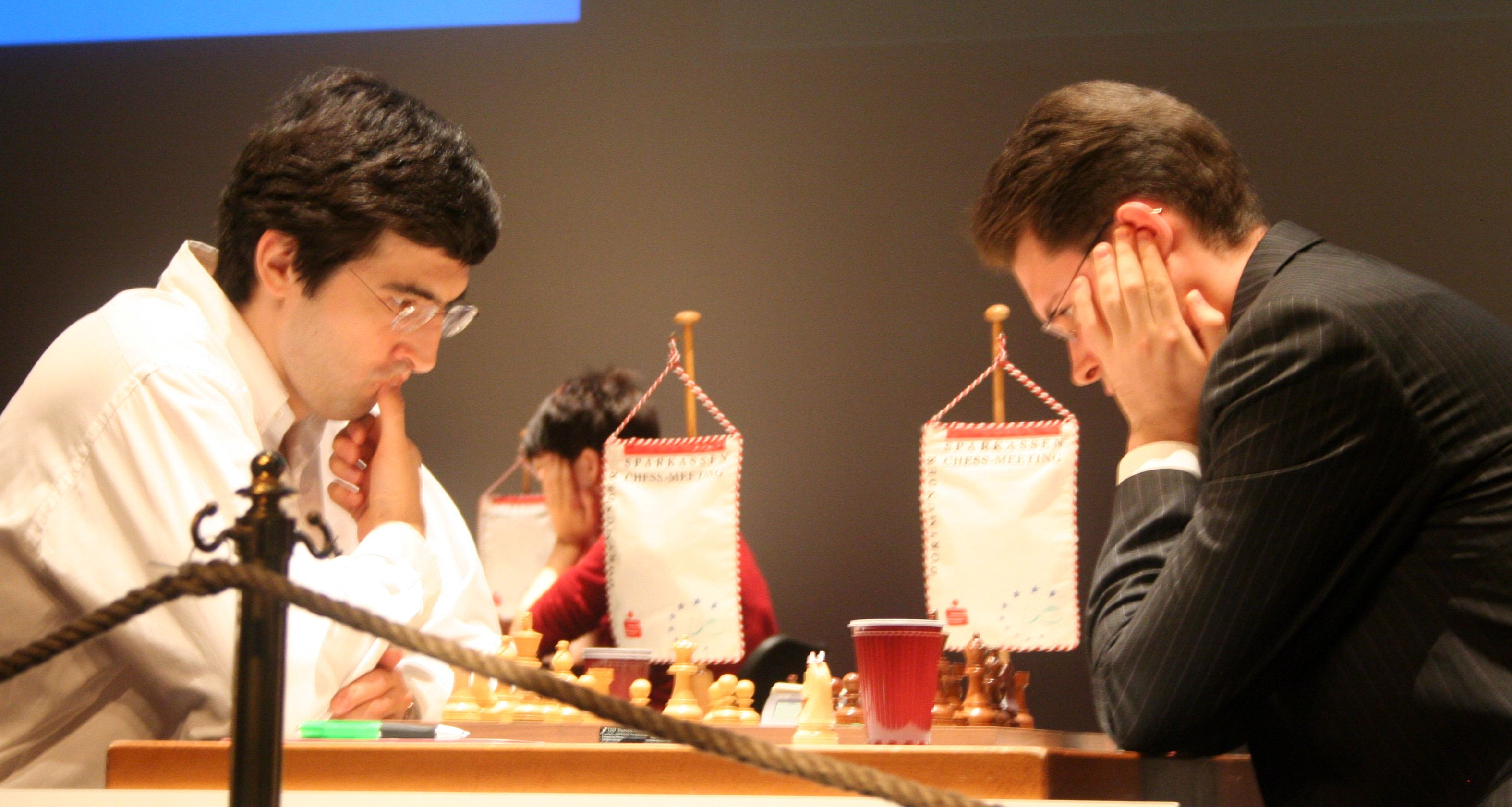
Kramnik face à Lékó en 2006.

Le match a lieu à Brissago en Suisse du 25 septembre au 18 octobre 2004, au meilleur des quatorze parties. La cadence est de 40 coups en 2 heures, suivie de 20 coups en 1 heure, puis de 15 minutes + 30 secondes par coup.
Kramnik fait match nul avec Lékó 7 - 7 (+2 -2 =10). Le match nul permet à Kramnik de conserver son titre mondial.
Le match est assez décevant en raison de nombreuses parties nulles de moins de vingt-cinq coups. Kramnik gagne la première partie avec les Noirs, Lékó égalise à la cinquième puis prend l’avantage à la huitième. À la douzième, avec les Blancs, Lékó ne pousse pas son avantage en finale. Cette décision lui est reprochée par la suite. La treizième est une nullité de combat en soixante-cinq coups. Kramnik réussit à égaliser in extremis à la dernière partie et conserve son titre.

### Championnats du monde FIDE (1993 à 2005)

#### Finalistes des championnats du monde FIDE
| Année | Vainqueur           | Finalistes          | Lieu de la finale   | Score                  | Note(s) | Demi-finalistes |
| ----- | ------------------- | ------------------- | ------------------- | ---------------------- | --- | --- |
| 1993  | Anatoli Karpov      | Jan Timman          | Pays Bas et Jakarta | 12,5 - 8,5 (+6 −2 =13) | Match en 24 parties.Karpov devient champion du monde FIDE. | |
| 1996  | Anatoli Karpov      | Gata Kamsky         | Elista              | 10,5 - 7,5 (+6 −3 =9)  | Match en 20 parties.Karpov conserve son titre. | Valeri Salov Boris Guelfand |
| 1998  | Anatoli Karpov      | Viswanathan Anand   | Lausanne            | 5 - 3 (+4 −2 =2)       | Égalité après les parties classiques (3 – 3), Karpov remporte le match de départage.Les sélections (dont Karpov était exempt) avaient lieu à Groningue en décembre 1997.                                   | Michael Adams |
| 1999  | Aleksandr Khalifman | Vladimir Akopian    | Las Vegas           | 3,5 – 2,5 (+2 −1 =3)   | Tournoi à élimination directe.Karpov, Kasparov et Anand étaient absents.Khalifman devient champion du monde FIDE.                                                                                          | Michael Adams Liviu-Dieter Nisipeanu |
| 2000  | Viswanathan Anand   | Alexeï Chirov       | Téhéran             | 3,5 - 0,5 (+3 −0 =1)   | Tournoi à élimination directe. Anand devient champion du monde FIDE.Les six premiers tours se déroulaient à New Delhi.                                                                                     | Michael Adams Aleksandr Grichtchouk |
| 2002  | Ruslan Ponomariov   | Vassili Ivantchouk  | Moscou              | 4,5 – 2,5 (+2 −0 =5)   | Tournoi à élimination directe.Ponomariov devient champion du monde FIDE.Les six premiers tours avaient eu lieu en 2001.                                                                                    | Viswanathan Anand Peter Svidler |
| 2004  | Rustam Qosimjonov   | Michael Adams       | Tripoli             | 4,5 – 3,5 (+3 −2 =3)   | Tournoi à élimination directe.Qosimjonov devient champion du monde FIDE. | Veselin Topalov Teimour Radjabov |
| 2005  | Veselin Topalov     | (huit participants) | San Luis            | 10 / 14 (+6 −0 =8)     | Topalov devient champion du monde FIDE. Tournoi à deux tours et huit joueurs. Classement: Anand (2e-3e), Svidler (2e-3e), Morozevitch (4e), Lékó (5e), J. Polgár (6e-7e), Adams (6e-7e) et Qosimjonov (8e) | Topalov devient champion du monde FIDE. Tournoi à deux tours et huit joueurs. Classement: Anand (2e-3e), Svidler (2e-3e), Morozevitch (4e), Lékó (5e), J. Polgár (6e-7e), Adams (6e-7e) et Qosimjonov (8e) |

#### Match Karpov-Timman (1993)
Dans le même temps que se déroule le championnat du monde « classique », la FIDE décide de mettre son titre en jeu du 6 octobre au 1er décembre 1993 entre Timman et Karpov, qui avaient été éliminés par Short lors des matchs de candidats, respectivement en finale et demi-finale. Le match a lieu au meilleur des vingt-quatre parties, d’abord dans trois villes des Pays-Bas : Zwolle, Arnhem et Amsterdam, puis à Jakarta en Indonésie après la défection, en dernière minute, du sultanat d’Oman.
Karpov s’impose 12,5 - 8,5 (+6 -2 =13). Les organisateurs néerlandais avaient promis un prix de deux millions de francs suisses mais n'apportèrent que 500 000 francs suisses. Le match fut interrompu après la douzième partie disputée à Amsterdam le 23 septembre 1993. Le sultanat d'Oman qui devait accueillir les douze dernières parties se désista et pendant dix jours, les joueurs ignorèrent si le match allait reprendre. Le 6 octobre, la FIDE annonça que le match reprendrait le 17 octobre à Jakarta.

#### Match Karpov-Kamsky (1996)
Pour ce cycle 1994-1996, le tenant, Karpov, est intégré directement en demi-finale où il retrouve Guelfand en 1995 (vainqueur de Kramnik (4,5 - 3,5)). Dans l’autre demi-finale Salov (vainqueur de Timman (4,5 - 3,5)) rencontre Kamsky (vainqueur d’Anand 4 - 4 en quart de finale, puis 2 - 0 au départage).
En demi-finale, Kamsky se défait facilement de Salov (5,5 - 1,5) et Karpov de Guelfand (6 - 3). La finale, un moment prévue à Bagdad (ce qui a déclenché une vague politique avec le risque d’une défection du challenger américain) a lieu finalement à Elista (Kalmoukie) du 6 juin au 10 juillet 1996 au meilleur des vingt parties.
Karpov l’emporte sur Kamsky 10,5 - 7,5 (+6 -3 =9).

#### Match Karpov-Anand (1998)
Le cycle 1997-1998 prévoit d’intégrer directement en demi-finales les deux champions Karpov et Kasparov. Ce dernier refuse de participer à ce championnat, de même que Kramnik.
La phase qualificative se déroule en décembre 1997 et janvier 1998 à Groningue par élimination directe (deux parties lentes suivies d’éventuelles rapides pour se départager). Viswanathan Anand se qualifie après sept tours où il a dû éliminer quelques-uns des meilleurs joueurs, Chirov, Guelfand et Adams lors d’un blitz de départage dit de la mort subite.
Anand rencontre Karpov en février 1998 à Lausanne, ce dernier étant directement qualifié pour la finale (en raison du forfait de Kasparov). Le match se déroule au meilleur des six parties. À égalité à l’issue de celles-ci 3 - 3 (+2 -2 =2), c’est au départage en semi-rapides que Karpov conserve son titre de champion du monde 2-0, devant un Anand probablement désavantagé de par sa participation à la phase qualificative.

#### Championnat du monde 1999 à Las Vegas: Khalifman

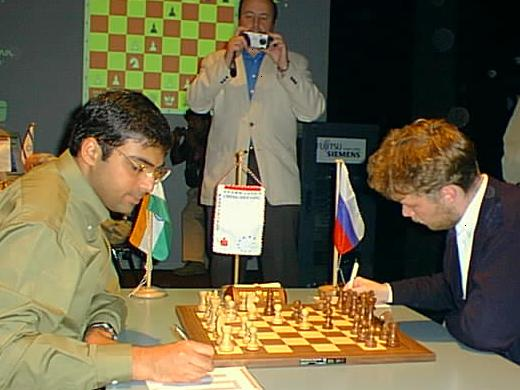
Anand face à Khalifman à Dortmund en 2000. Anand élimina Khalifman (champion du monde FIDE 1999) en quart de finale du championnat du monde FIDE de 2000 à New Delhi.

Comme pour le précédent championnat, le champion du monde est désigné suite à un tournoi à élimination directe (dit au KO). Cette fois-ci, la FIDE n'accorde aucun passe-droit au tenant qui devait s’intégrer à la compétition dès le deuxième tour. Karpov refuse de se soumettre à ces nouvelles règles et abandonne son titre, non sans avoir traîné la FIDE devant le tribunal international du sport, car son titre lui était acquis pour deux ans par contrat. Un arrangement à l’amiable consistant en une compensation de 50 000 dollars pour Karpov est finalement conclu.
Le tournoi a lieu à Las Vegas : en finale, Aleksandr Khalifman bat Vladimir Akopian 3,5 à 2,5.

#### Championnat du monde 2000 à New Delhi et Téhéran: Anand
Ce championnat se déroule à New Delhi puis à Téhéran selon une formule coupe à élimination directe avec cent participants. Viswanathan Anand élimina successivement: Viktor Bologan (+1 =1), Smbat Lputian (+1 =1), Bartłomiej Macieja (+1 =1), Aleksandr Khalifman (3,5 à 2,5), Michael Adams (2,5 à 1,5).
Finale: Anand bat Chirov 3,5 - 0,5 (+3 -0 =1)

#### Championnat du monde 2001-2002 à Moscou: Ponomariov
La finale de ce championnat se déroule du 15 au 25 février 2002 à Moscou. Il réunit 128 participants selon la même formule à élimination directe, les premiers tours ont lieu en 2001 à Moscou. Kasparov et Kramnik ont décliné l’invitation. Quant à Karpov qui a accepté de participer, il est battu sans gloire au premier tour par le Chinois Zhang Pengxiang. Le tenant du titre, Viswanathan Anand, est éliminé en demi-finale par l'Ukrainien Vassili Ivantchouk, qui est battu en finale par un compatriote, Ruslan Ponomariov.
Finale: Ponomariov bat Ivantchouk 4,5 - 2,5.

#### Championnat du monde 2004 à Tripoli: Qosimjonov
Le championnat a lieu en Libye du 18 juin au 13 juillet 2004. Les joueurs israéliens, considérés comme persona non grata en Libye, n’obtiennent pas de visa. Certains joueurs de premier plan refusent de participer pour des raisons diverses: Kasparov doit affronter le gagnant; Kramnik et Lékó sont impliqués dans le championnat du monde dit classique; Anand proteste contre le traitement de faveur de Kasparov, tout comme le tenant du titre, Ponomariov; d’autres protestent contre la discrimination des joueurs israéliens.
Le tournoi se joue à une cadence inhabituelle de 40 coups en 90 minutes, suivie de 15 minutes pour conclure et 30 secondes par coup.
Finale: Qosimjonov bat Adams 4,5 - 3,5.
| Place | Joueur                          | Score    |
| ----- | ------------------------------- | -------- |
| 1er   | Veselin Topalov                 | 10 / 14  |
| 2e-3e | Viswanathan Anand Peter Svidler | 8,5 / 14 |
| 4e    | Aleksandr Morozevitch           | 7 / 14   |
| 5e    | Péter Lékó                      | 6,5 / 14 |
| 6e-7e | Rustam Qosimjonov Michael Adams | 5,5 / 14 |
| 8e    | Judit Polgár                    | 4,5 / 14 |

#### Tournoi de San Luis 2005: Topalov
Ce championnat du monde se déroule du 27 septembre 2005 au 14 octobre 2005 à San Luis, en Argentine. Le système retenu est celui d'un tournoi à deux tours (toutes rondes aller-retour), rompant la série de tournois par élimination directe. Il est remporté par Veselin Topalov avec 10 points sur 14.

## La réunification: match Kramnik-Topalov (2006)
En septembre et octobre 2006, un match de réunification a lieu entre le champion du monde « classique » et le champion du monde FIDE à Elista.
Les joueurs sont à égalité à l’issue des douze parties prévues (6 - 6); le résultat est donc obtenu après quatre parties rapides de départage.
Kramnik bat Topalov après départage: 8,5 - 7,5 (+5 -4 =7).

## Viswanathan Anand (2007 à 2013)

### Championnats disputés par Anand
| Année | Adversaire(s)                                                         | Lieu                 | Score            | Score       | Note(s) |
| --- | --------------------------------------------------------------------- | -------------------- | ---------------- | ----------- | --- |
| 1995 | Garry Kasparov                                                        | New York             | 7,5-10,5         | (+1 -4 =13) | Championnat du monde « classique » en 20 parties. Kasparov conserve son titre                                                       |
| 1998 | Anatoli Karpov                                                        | Lausanne             | 3-3 puis 3-5     | (+2 -2 =2)  | Championnat du monde FIDE en 6 parties. Karpov remporte le départage rapide 2-0. (Les sélections avaient lieu à Groningue en 1997.) |
| 2000 | Alexeï Chirov                                                         | Téhéran              | 3,5-0,5          | (+3 =1)     | Tournoi à élimination directe. Anand devient champion du monde FIDE. Les sélections avaient lieu à New Delhi.                       |
| En 2001, à Moscou, Anand fut éliminé par Ivantchouk en demi-finale du championnat du monde FIDE 2001-2002. Anand ne participa pas aux championnats du monde disputés en 1999 et 2004. En 2005, à San Luis, Anand termina deuxième du championnat du monde FIDE. En 2007, Anand remporta le tournoi de Mexico et devint champion du monde (titre réunifié). |                                                                       |                      |                  |             | |
| 2005 | Topalov, Svidler, Morozevitch, Lékó, Qosimjonov, Adams, Polgar        | San Luis (Argentine) | 8,5/14           | (+5 -2 =7)  | Tournoi à deux tours et 14 rondes. Anand termine deuxième. Topalov devient champion du monde FIDE.                                  |
| 2007 | Kramnik, Guelfand, Lékó, Svidler, Morozevitch, Aronian et Grichtchouk | Mexico               | 9/14             | (+4 =10)    | Tournoi à deux tours et 14 rondes. Anand devient champion du monde. Kramnik a droit à un match revanche.                            |
| 2008 | Vladimir Kramnik                                                      | Bonn                 | 6,5-4,5          | (+3 -1 =7)  | Match revanche en 12 parties. Anand conserve son titre.                                                                             |
| 2010 | Veselin Topalov                                                       | Sofia                | 6,5-5,5          | (+3 -2 =7)  | Match en 12 parties. Anand conserve son titre.                                                                                      |
| 2012 | Boris Guelfand                                                        | Moscou               | 6-6 puis 8,5-7,5 | (+1 -1 =10) | Match en 12 parties. Égalité après les parties lentes. Anand remporte le départage rapide (+1 =3). Anand conserve son titre.        |
| 2013 | Magnus Carlsen                                                        | Chennai              | 3,5-6,5          | (-3 =7)     | Match en 12 parties. Carlsen devient champion du monde                                                                              |
| 2014 | Magnus Carlsen                                                        | Sotchi               | 4,5-6,5          | (+1 -3 =7)  | Match en 12 parties Carlsen conserve son titre.                                                                                     |

| Place | Joueur                              | Score (/ 14) |
| ----- | ----------------------------------- | ------------ |
| 1er   | Viswanathan Anand                   | 9            |
| 2e-3e | Vladimir Kramnik Boris Guelfand     | 8            |
| 4e    | Péter Lékó                          | 7            |
| 5e    | Peter Svidler                       | 6,5          |
| 6e-7e | Aleksandr Morozevitch Levon Aronian | 6            |
| 8e    | Aleksandr Grichtchouk               | 5,5          |

Après la retraite de Kasparov (en 2005) et jusqu'en 2011, aucun joueur ne domina durablement le monde des échecs. D'avril 2006 à mai 2011, quatre joueurs différents ont été numéro un au classement Elo : Topalov, Anand, Kramnik (à égalité avec Anand), Anand, Topalov, puis, alternativement, Carlsen et Anand. Mais Anand a montré qu'il est un champion complet en battant trois joueurs aux styles très différents: Vladimir Kramnik en 2007 et 2008, Veselin Topalov en 2010 et Boris Guelfand en 2012.

### Tournoi de Mexico 2007: Viswanathan Anand
Le championnat du monde 2007 de la FIDE se tient en septembre 2007 au Mexique sous la forme d’un tournoi à deux tours et réunit Vladimir Kramnik, champion du monde en titre, Viswanathan Anand, Peter Svidler et Aleksandr Morozevitch (2e, 3e et 4e du championnat FIDE 2005), ainsi que quatre joueurs qualifiés par le tournoi des candidats : Levon Aronian, Boris Guelfand, Péter Lékó et Aleksandr Grichtchouk.
Le tournoi est remporté par Viswanathan Anand (qui demeure invaincu) devant Kramnik et Guelfand. L’Indien devient ainsi le nouveau champion du monde unique.

### Match Anand - Kramnik (2008)

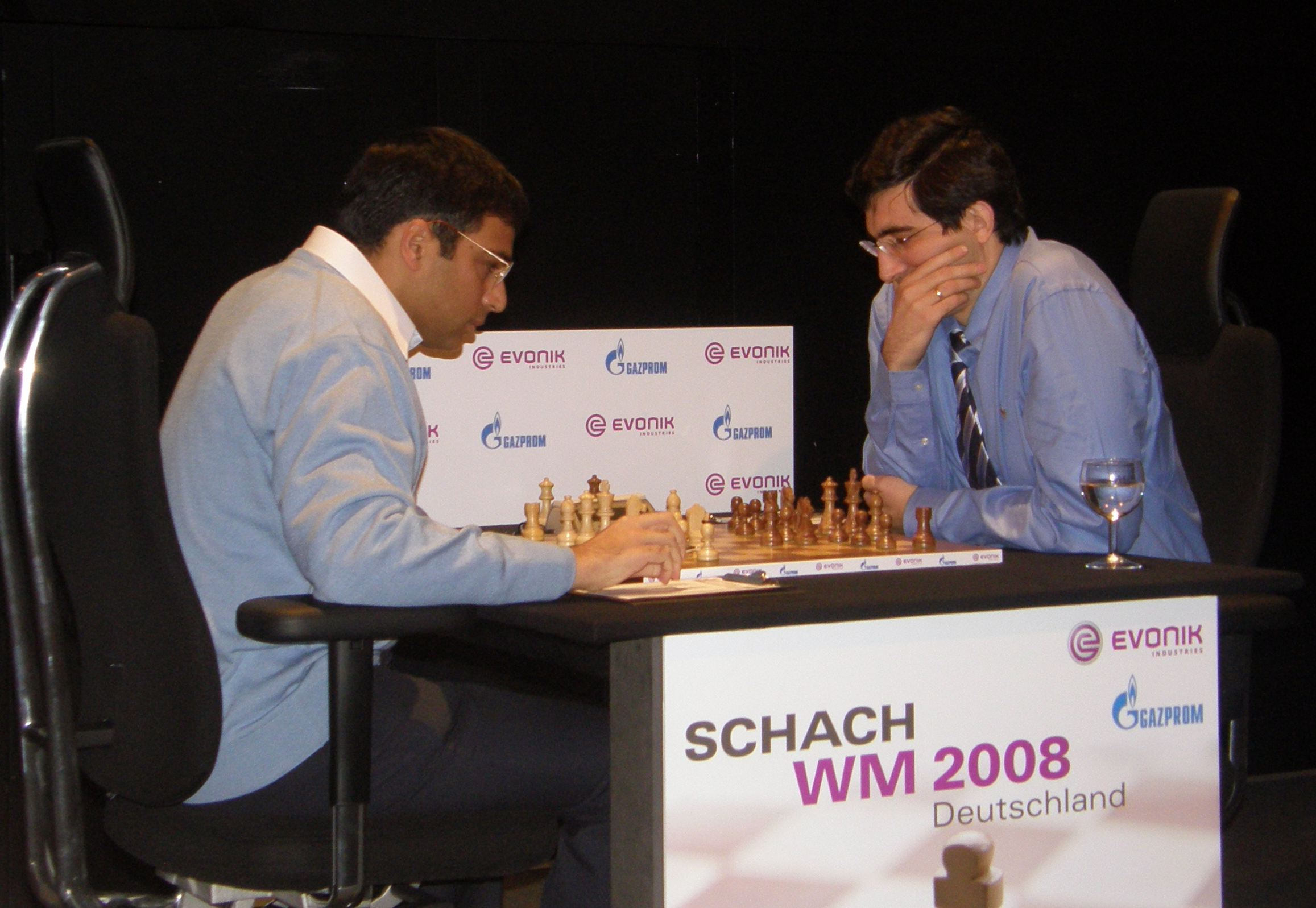
Anand et Kramnik lors du championnat du monde 2008 à Bonn.

Le championnat du monde 2008 de la FIDE se tient en octobre 2008 à Bonn, en Allemagne, sous la forme d’un match en douze parties.
Il oppose le tenant du titre, l'Indien Viswanathan Anand au Russe Vladimir Kramnik, qualifié grâce à sa victoire contre le Bulgare Veselin Topalov dans le match de réunification de 2006. Anand enchaîne nulles et victoires. Kramnik se retrouve dans l'obligation de remporter ses trois dernières parties. Il remporte son premier gain lors de la dixième partie, puis doit se résoudre à la nulle dans la onzième partie sur une défense sicilienne Najdorf.
Anand conserve donc son titre de champion du monde à l'issue de cette confrontation: 6,5-4,5 (+3 −1 =7).

### Match Anand - Topalov (2010)
Le match se déroule du 24 avril au 12 mai 2010 à Sofia en Bulgarie. Viswanathan Anand (alors 4e mondial, 2787 Elo) défend son titre contre le Bulgare Veselin Topalov (no 2 mondial, 2805 Elo). Anand conserve son titre en s'imposant à la 12e et dernière partie sur le score de 6,5 à 5,5 (+3 -2 =7).

### Match Anand - Guelfand (2012)

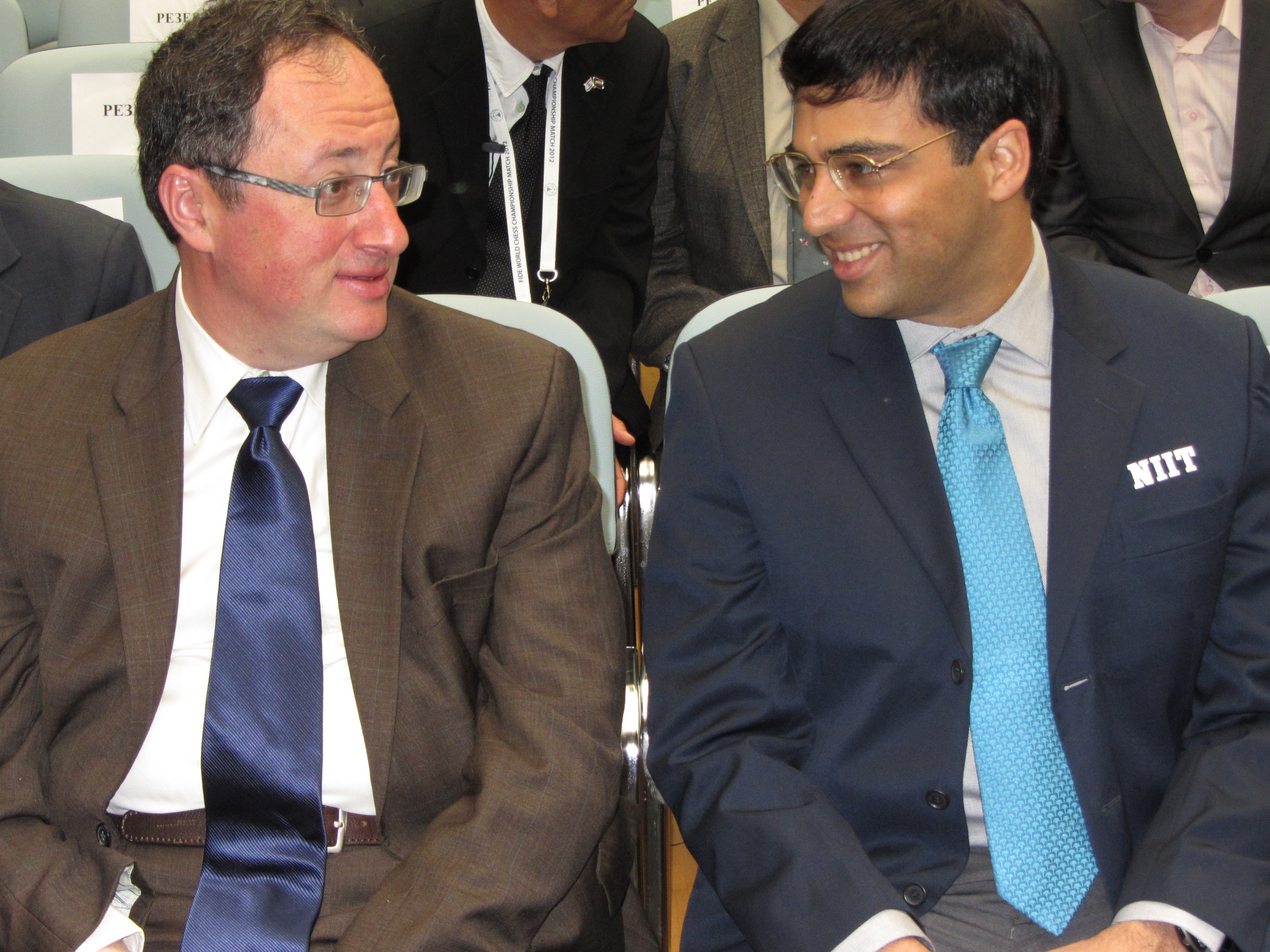
Guelfand et Anand au championnat du monde 2012

Le match se déroule du 10 au 31 mai 2012 à Moscou. L'Indien Viswanathan Anand alors 4e mondial, 2791 Elo) défend son titre contre son challenger, l'Israélien Boris Guelfand (no 20 mondial, 2727 Elo) qui a remporté le tournoi des candidats en 2011. Après 6 parties nulles, Guelfand remporte avec les blancs la 7e partie mais se fait rattraper par Anand dès la partie suivante. Les quatre dernières parties s'achèvent sur des parties nulles et les deux joueurs finissent à égalité 6-6 à l'issue des douze parties lentes. Lors de 4 parties semi-rapides de départage, Anand réussit à remporter la deuxième, les trois autres finissant sur un nul. Avec un score final de 8,5 à 7,5, il conserve son titre de champion du monde.

## Magnus Carlsen (2013 à 2021)

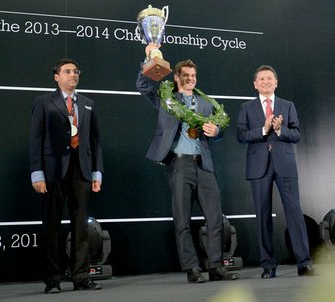
Magnus Carlsen, champion du monde 2014 à Sotchi.

| Année | Adversaire         | Lieu     | Score         | Score       | Note(s) |
| ----- | ------------------ | -------- | ------------- | ----------- | --- |
| 2013  | Viswanathan Anand  | Chennai  | 6,5-3,5       | (+3 =7)     | Match en 12 parties. Carlsen devient champion du monde                                                                           |
| 2014  | Viswanathan Anand  | Sotchi   | 6,5-4,5       | (+3 –1 =7)  | Match en 12 parties Carlsen conserve son titre.                                                                                  |
| 2016  | Sergueï Kariakine  | New York | 6-6, puis 9-7 | (+1 –1 =10) | Match en 12 parties. Égalité après les parties lentes. Carlsen remporte le départage rapide (+2 =2). Carlsen conserve son titre. |
| 2018  | Fabiano Caruana    | Londres  | 6-6, puis 9-6 | 12 nulles   | Match en 12 parties. Égalité après les parties lentes. Carlsen remporte le départage rapide (3-0). Carlsen conserve son titre.   |
| 2021  | Ian Nepomniachtchi | Dubaï    | 7,5-3,5       | (+4 =7)     | Match en 14 parties. Carlsen conserve son titre.                                                                                 |

### Match Anand - Carlsen (2013)
Le match se déroule du 7 au 28 novembre 2013 à Chennai (ex-Madras) en Inde. L'Indien Viswanathan Anand (alors 7e mondial, 2 775 Elo) défend son titre face au Norvégien Magnus Carlsen (no 1 mondial, 2870 Elo) qui a remporté le tournoi des candidats organisé à Londres du 15 mars au 1er avril 2013. Carlsen devient le nouveau champion du monde en battant Anand 6,5 à 3,5. Sur les dix parties disputées, Carlsen en gagne 3 contre aucune pour Anand et 7 parties finissent en nul. Les deux dernières parties prévues ne sont pas disputées, Carlsen ne pouvant plus être rejoint.

### Match Carlsen - Anand (2014)
Le match de la revanche entre le tenant du titre, Magnus Carlsen et son challenger Viswanathan Anand que le Norvégien avait dépossédé de son titre lors du championnat du monde précédent en 2013. Anand a gagné le tournoi des candidats qui s'est déroulé du 11 mars au 1er avril 2014 à Khanty-Mansiïsk en Sibérie.
Le match se déroule du 5 au 23 novembre 2014 à Sotchi dans le sud de la Russie. Carlsen conserve son titre de champion du monde au bout de la onzième partie qu'il remporte, battant Anand 6,5 à 4,5. Carlsen ne pouvant plus être rejoint, la 12e partie n'est pas disputée. Le Norvégien a remporté trois parties, Anand une (les quatre victoires l'ont été avec les blancs). Huit parties se sont achevées en nul.

### Match Carlsen - Kariakine (2016)
Le match s'est déroulé à New York du 11 au 30 novembre 2016. Il oppose le tenant du titre, le Norvégien Magnus Carlsen, au Russe Sergueï Kariakine, vainqueur du tournoi des candidats en mars 2016. Au terme des 12 parties lentes, les deux joueurs sont à égalité 6-6 (+1 =10 -1). Magnus Carlsen remporte le départage en parties rapides sur le score de 3-1 (+2 =2) et conserve son titre.

### Match Carlsen - Caruana (2018)
Le match entre le Norvégien Magnus Carlsen et l'Italo-Américain Fabiano Caruana, vainqueur du tournoi des candidats se déroule à Londres du 8 au 28 novembre 2018. Les deux joueurs finissent à égalité après les 12 parties classiques, celles-ci s'étant toutes achevées par une nulle, une première en championnat du monde. Le départage doit donc se faire sur la journée du 28 novembre où sont programmées quatre parties rapides et si encore égalité, deux parties de blitz et éventuellement une ultime partie Armageddon ou mort subite. Finalement, Carlsen conserve son titre de champion du monde en remportant les trois premières parties rapides.

### Match Carlsen - Nepomniachtchi (2021)
Le championnat du monde devait se disputer initialement au second semestre 2020, opposant le champion en titre Magnus Carlsen au vainqueur du tournoi des candidats qui avait débuté le 15 mars 2020 à Iekaterinbourg en Russie. Mais ce tournoi a dû être interrompu après le premier tour (les sept premières rondes) à cause de la fermeture du trafic aérien décidée par le gouvernement russe pour endiguer la pandémie de Covid-19, les joueurs ayant alors risqué d'être bloqués en Russie au terme prévu du tournoi prévu le 5 avril.
Le championnat du monde a donc été reporté à fin novembre/début décembre 2021 à Dubaï.
Magnus Carlsen bat Ian Nepomniachtchi 7,5 à 3,5 sans perdre une partie (quatre victoires et sept nulles).

## Ding Liren (depuis 2023)

### Match Nepomniachtchi - Ding (2023)
En 2022, Carlsen annonce qu'il ne défendra pas son titre de champion du monde en 2023. Le championnat du monde 2023 oppose le premier et le deuxième du tournoi des candidats de 2022 : le Russe Ian Nepomniachtchi et le Chinois Ding Liren. Le tournoi débuta le 9 avril 2023.
Le 29 avril, la phase de parties longues se termine sur une égalité (7 - 7) et les départages se jouent le lendemain.
Le 30 avril, 4 parties à cadence 25+10 sont jouées. Les 3 premières font nulles mais Ding Liren arrache la victoire dans la quatrième d'entre elles : il devient Champion du monde d'Échecs 2023 (9,5 - 8,5 après départage).

### Championnat du monde 2024
Le Championnat du monde de 2024 a opposé le champion du monde en titre, Ding Liren, et le vainqueur du tournoi des candidats de 2024, Dommaraju Gukesh. Il voit la victoire du challenger Dommaraju Gukesh sur le champion du monde Ding Liren. Jusqu'à la 13e partie, le match est très serré. Les deux joueurs sont à égalité avant la quatorzième et dernière partie. Alors que la position est égale à l'issue du début de partie, le champion du monde initie les échanges pour entrer dans une finale tour fou et trois pions contre tour fou et deux pions pour Ding Liren. Bien que cette finale est considérée comme nulle théoriquement, en manque de temps et dans une position difficile à jouer, le champion du monde fait une erreur qui permet au challenger de remporter la quatorzième et dernière partie. Dommaraju Gukesh devient ainsi le plus jeune champion du monde de l'histoire,.
Magnus Carlsen avait annoncé fin 2022 qu'il n'y avait qu' « un pour cent de chance qu'il participe au tournoi des prétendants » en raison de son absence de motivation, puis a confirmé sa non-participation en août 2023, en dépit de sa victoire à la coupe du monde, qui le qualifiait.

#### Livres en anglais
- (en) Andre Schulz, The Big Book of World Chess Championships : 46 Title Fights — from Steinitz to Carlsen, Alkmaar, New in Chess, 2016, 351 p. (ISBN 978-90-5691-635-0)
- (en) P.W. Sergeant, Championship Chess, Great Games by World Champions, Printed Arts, 1960; rééd. Dover, 1963
- (en) Svetozar Gligorić, R. G. Wade, The World Chess Championship, Harper and Row, 1972Toutes les parties des championnats du monde de 1948 à 1969
- (en) Al Horowitz, From Morphy to Fischer, a history of the World Chess Championship, Batsford, 1973autre titre: The World Chess Championship: a history
- (en) Edward Winter (éditeur), World Chess Champions, Pergamon Press, 1981
- James H. Gelo,
  - (en)Chess World Championship, All the Games, 1834-1984, McFarland & Company, 1988
  - (en)Chess World Championships: All the Games, All With Diagrams 1834-1998, McFarland & Company, 1999
  - (en)Chess World Championships: All the Games, All With Diagrams 1834-2004, McFarland & Company, 2006Toutes les parties des championnats du monde de 1886 à 2004 et des principaux matchs et tournois de 1834 à 1886
- Garry Kasparov,
  - (en) My Great Predecessors (5 volumes), Everyman Chess, 2003-2006
  - (en) On modern Chess: Kasparov vs Karpov (3 tomes), Everyman Chess, 2008-2010